# Iluminación románica
La iluminación románica se refiere a la corriente de arte empleada en la decoración de códice y manuscritos propios del arte románico. Este estilo, desarrollado en Francia a principios del siglo XI, se extendió por casi toda la Europa occidental cristiana, desapareciendo gradualmente para dar paso a la iluminación gótica de finales del XII en Francia e Inglaterra, o durante el siglo XIII en Alemania.

## Historia e influencias
El origen y el desarrollo de este nuevo arte, más tarde conocido como iluminación románica, se explica principalmente por la influencia de la iluminación bizantina llegada a través de Italia con motivo de una primera oleada recibida sucedida durante el último tercio del siglo XI y particularmente desde lugares como la abadía de Montecasino aunque también desde otros como Roma y Venecia. Se forma así el llamado "estilo italo-bizantino". La sede papal es, en efecto, el centro de difusión de nuevos modelos por toda Europa a través de la red de monasterios benedictinos recientemente reformados, en particular a través de la abadía de Cluny.
Una segunda ola de la influencia bizantina se propagó a principios del siglo XII, esta vez de nuevo de Venecia pero también de Sicilia. Se difundió más directamente quizás a través de manuscritos, nuevamente por Francia (en el sureste y el centro), por Alemania (en el valle del Rin y en Salzburgo) y por el sur de Inglaterra, contribuyendo a la internacionalización del estilo románico.
La difusión de un estilo propiamente románico está, sin duda, directamente ligada al movimiento de reforma monástica y la difusión de las grandes órdenes nacidas, o en crecimiento, durante los siglos XI y XII: primero con la orden de Cluny como ya se mencionó, pero también con la orden de los Cartujos, que establece que cada monje debe tener una actividad como copista, o la orden del Císter. Cada monasterio está necesitada de nuevas obras para la liturgia practicada por sus monjes, lo que lleva a encargar o producir manuscritos por sus propios medios. Cada abadía de cierta importancia tiene por lo menos 200 a 300 volúmenes.
Con todo, esta influencia bizantina también se ve contrarrestada por la persistencia de la influencia de los viejos estilos desarrollados localmente, ya sea la iluminación insular en Inglaterra, la iluminación otoniana en Alemania o la iluminación mozárabe que se desarrolló en España en los Beatos. Esta variedad estilística explica el desarrollo de estilos románicos con variantes propias en las respectivas regiones.

## Características

### Tipos de manuscritos
Además de los libros litúrgicos ya presentes en épocas anteriores (leccionarios evangélicos), aparecieron en esta época numerosas biblias completas, utilizadas en los monasterios para ser leídas diariamente. Generalmente están encuadernadas en varios volúmenes y son realizadas por un equipo completo dentro de un scriptorium. 
Entre las obras patrísticas se encuentran numerosos manuscritos de las Moralia sive expositio in Job de Gregorio Magno, como la copia del Císter. 
La producción dentro de los scriptoria monásticos no impide la copia de autores latinos: se enumeran varias obras de Terencio, Cicerón. Entre los autores contemporáneos se encuentran varias copias del Liber Floridus, obras de Gilberto Porretano, Pedro Lombardo, así como la compilación de derecho canónico Decreto de Graciano. También se enumeran algunas vidas de santos.

### Estilo e iconografía
Aunque existe una amplia variedad en el estilo de las iluminaciones románicas, dependiendo de la época y especialmente de su región de origen, se pueden distinguir y definir algunos rasgos comunes:
- la inicial historiada: si bien existe en épocas anteriores, es en la iluminación románica donde conoce todo su desarrollo. Contiene un retrato o figuras grotescas o una representación de la escena descrita en el texto. Estas iniciales prevalecen sobre las miniaturas de página entera, que sin embargo estuvieron muy extendidas en los periodos carolingio u otoniano.
- Ciertas iconografías desaparecen casi por completo, como los retratos de evangelistas o las páginas de alfombra. Aparecen otras novedades como los Árboles de Jesé
- los drolerías se difundieron considerablemente durante el período: representan animales fabulosos o no, híbridos o humanos, a veces desnudos. Decoran las iniciales pero también los márgenes de los manuscritos. Tienen su origen en figuras zoomorfas que ya se utilizaban con la decoración manuscritos iluminados merovingios o en la iluminación mozárabe de los Beatos. Pueden explicarse por el gusto de la época por los bestiarios o las fábulas y se encuentran en ciertos libros religiosos para servir como representación del diablo en oposición al carácter cristiano del texto.

En el empleo de los colores en las miniaturas, a partir de la década de 1120, se observa con mucha frecuencia el uso de un fondo azul bicolor asociado con una banda verde enmarcando la imagen por tres o cuatro lados. Esta convención espacial, probablemente procedente de la iluminación bizantina, se encuentra en muchas obras de Italia, Alemania, Francia o Inglaterra (Salterio de San Albano). Sin embargo, en cada región, esta fórmula se adapta al propio contexto local.

## Variantes regionales

### Italia
El primer lugar del renacimiento de la iluminación en Italia en el último tercio del siglo XI está en la Abadía de Montecassino, en el sur de Italia. Bajo el impulso de Desiderio de Montecassino, futuro papa Víctor III, muy cerca de Constantinopla, varios manuscritos fueron importados de Oriente y varios artistas bizantinos llegaron a trabajar en la abadía, para pintar frescos pero también manuscritos del scriptorium. Así, dos rollos de Exultet son representativos de esta influencia. 
Mientras que el de la Biblioteca Apostólica del Vaticano (BAV, Vat. Lat. 3724, fechado c. 1060) todavía contiene débiles signos de iluminación bizantina, un segundo, fechado c. 30337): allí el dibujo es más fino, así como los colores, las figuras más alargadas y los pliegues de las ropas cotizadas. Este desarrollo se encuentra en un leccionario del Vaticano (Vat. Lat.1202) o nuevamente en el Breviario de Oderisio, llamado así por el sucesor de Desiderio como abad de Montecasino entre 1087 y 1105 (Biblioteca Mazarine, Ms.364).
En la región de Roma se encuentran dos tipos de manuscritos: manuscritos decorados con iniciales con volutas de follaje sobre fondo coloreado de monasterios como Subiaco, Farfa y Santa Cecilia en Trastevere, en la misma Roma. 
El segundo grupo, más espectacular, está formado por biblias monumentales decoradas con iniciales de estilo geométrico, denominadas “Biblias atlánticas”. Desde finales del siglo XI y principios del siglo siguiente, contienen cada vez más miniaturas narrativas. Este es el caso de la Biblia del Panteón (BAV, Vat. Lat.12958) fechado alrededor de 1125, posiblemente el ejemplo más famoso.
En Toscana, la Biblia de Santa Maria del Fiore (Biblioteca Laurenciana, Ms. Edili.126) es un ejemplo temprano aislado de imitación de las Biblias romanas atlánticas (1100-1125), con algunas originalidades como pequeñas figuras en los márgenes del libro. . No fue hasta el segundo cuarto de este siglo que se desarrolló una verdadera escuela toscana con iniciales colocadas en compartimentos y decoradas con volutas de follaje, y figuras fuertemente influenciadas por el arte bizantino. Este estilo se encuentra en un sacramentario de la Biblioteca Pierpont Morgan (G21), una biblia de la biblioteca Casanatense (Ms.723) u otra conservada en la Biblioteca Nacional de España.

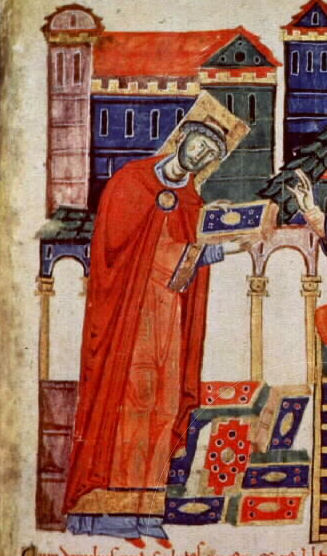
Leccionario de Montecassino, Biblioteca Apostólica Vaticana, Lat.1202, el abad Desiderio.
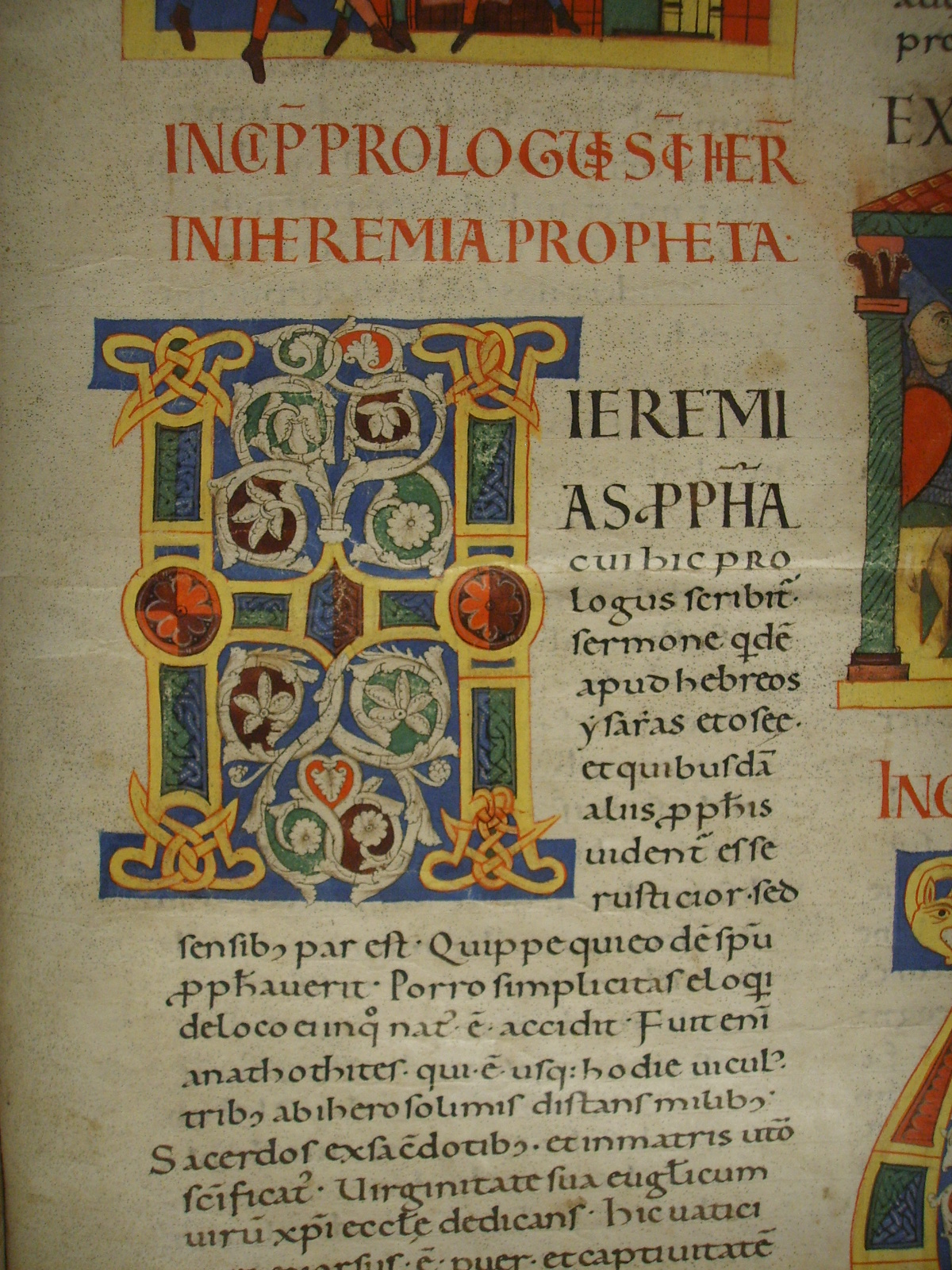
Biblia de Santa Maria del Fiore
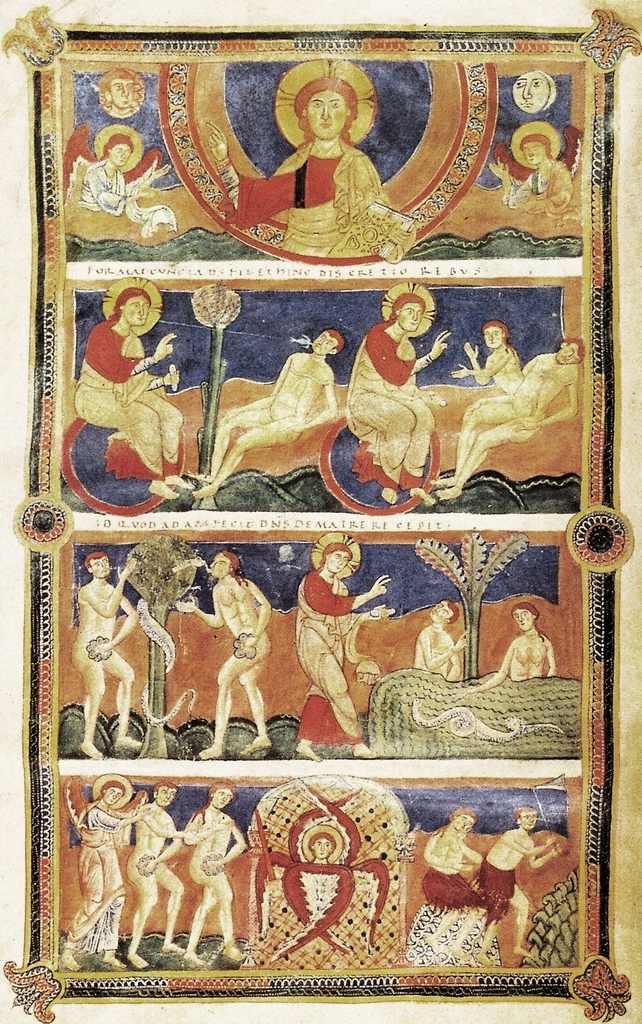
Biblia del Panteón, Biblioteca Apostólica Vaticana, Lat.12958

### Francia
Durante XI undécimo siglo, la iluminación en el territorio de la actual Francia fue influenciada por las regiones vecinas, como la iluminación otoniana en el este, la iluminación anglosajona en el norte y el oeste y la iluminación española en el suroeste. Tras la primera ola de influencia bizantina, que llegó a Francia a través de las grandes reformas monásticas y en primer lugar cluniacense, se desarrollaron estilos específicos y originales en varias regiones del reino.

#### La iluminación cluniacenses y su influencia
La primera influencia bizantina es visible a través de los pocos manuscritos que aún se conservan del scriptorium de la Abadía de Cluny. Cada uno muestra esta influencia pero sin duda a través de los talleres romanos o Monte Cassino. Se trata del Leccionario de Cluny, el Tratado de San Ildefonso de la Biblioteca Palatina de Parma (Ms.1650), así como una miniatura aislada del Museo de Arte de Cleveland extraída de una biblia antigua sin duda lujosa. Según las fuentes escritas, en este scriptorium se encontraban artistas italianos pero también alemanes (por lo tanto de tradición otoniana). Sin embargo, esta primera ola tuvo solo una influencia limitada y tuvimos que esperar la segunda ola a fines del siglo XII para que la iluminación románica se desarrollara entre las demás hijas de Cluny, en el centro y sureste de Francia. La más famosa de ellas es la biblia de Souvigny (Bibliothèque de Moulins, Ms.1) que pertenece a un grupo de manuscritos bíblicos en los que también se distingue la biblia de la Biblioteca municipal de Lyon (Ms.410-411). Otros manuscritos influenciados por el arte bizantino se pueden encontrar en Autun, Clermont-Ferrand, pero también más al sur de Francia con, por ejemplo, el leccionario de la Abadía de Montmajour (BNF, Lat.889).

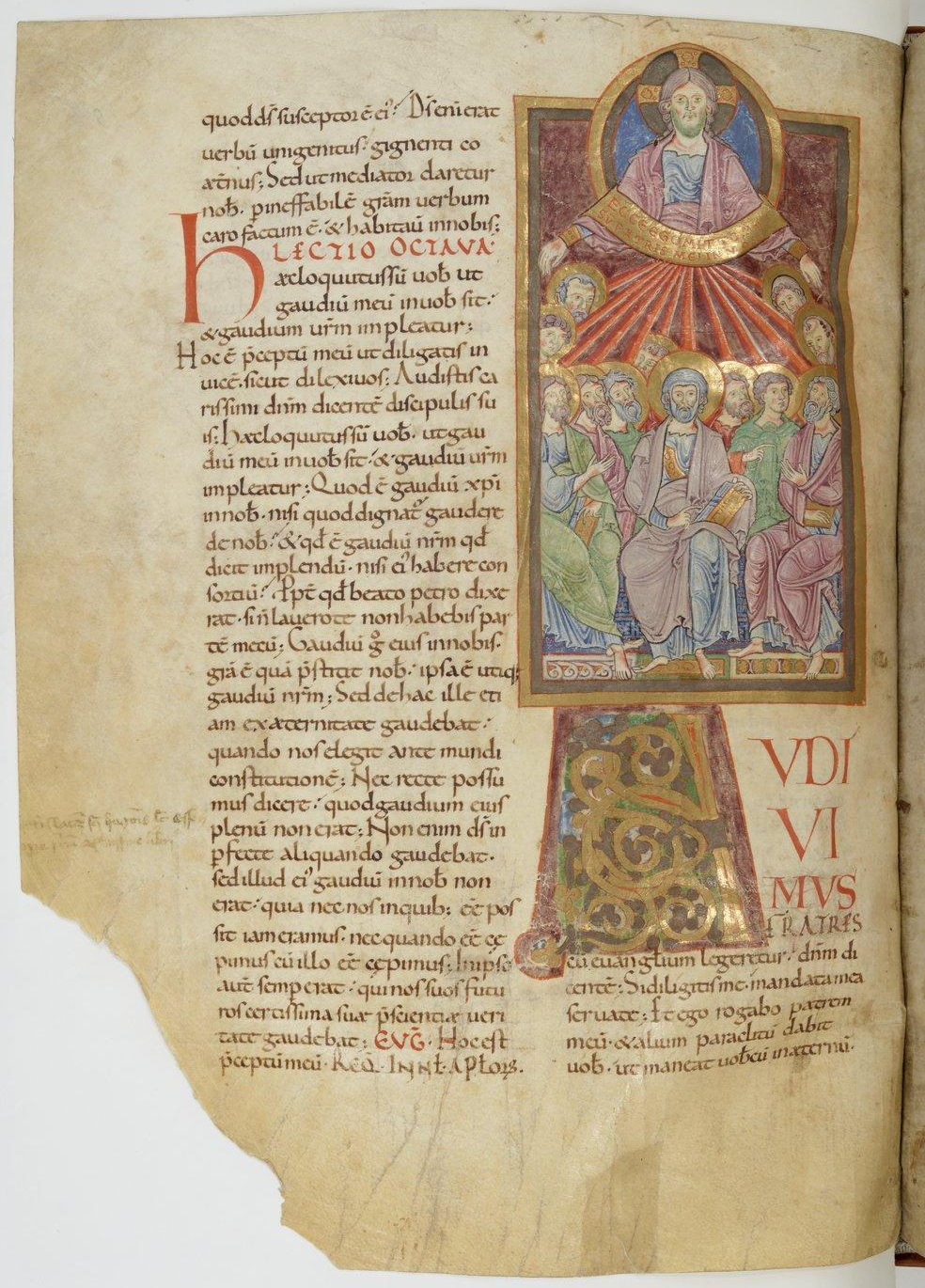
Leccionario de Cluny, Pentecostés, f.79v
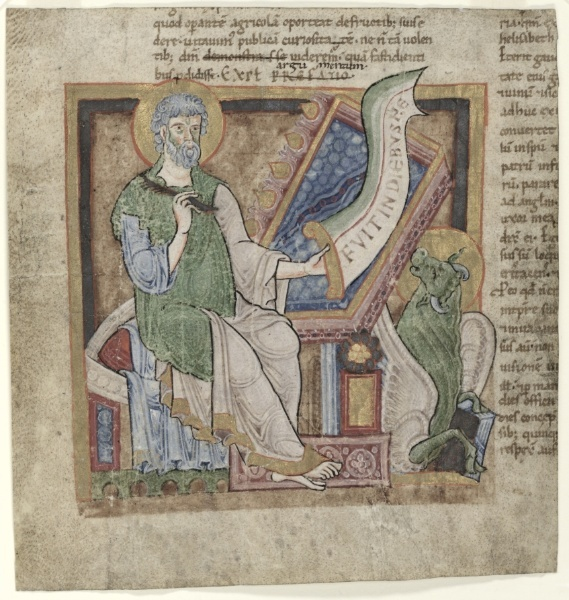
Miniatura extraida de una biblia, Cleveland Museum of Art
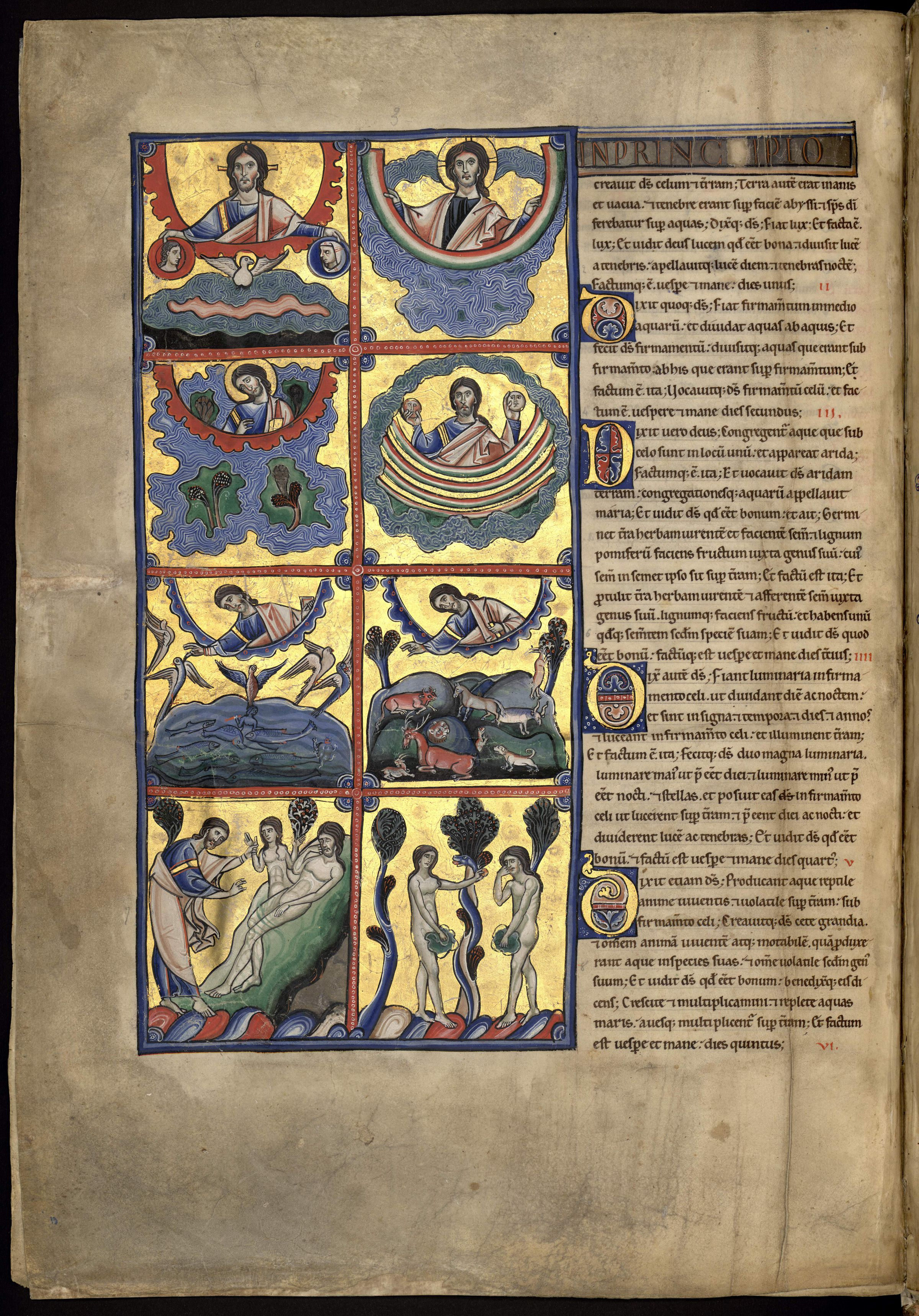
Biblia de Souvigny, La creación

#### Normandía
Durante gran parte del XI XI siglo, la iluminación normanda fue influenciada en gran medida por los manuscritos anglosajones. Un arte verdaderamente original se desarrolla a finales de este siglo y principios del siguiente. La decoración de los libros se concentra en el dibujo de iniciales historiadas a pluma, realzadas con colores. Los personajes están representados allí enredados en decoraciones vegetales. Uno de los primeros ejemplos es la Biblia de Guillermo de Saint-Calais (Biblioteca de la Catedral de Durham, ms. A.II.4), fechado hacia 1096 y procedente de una ceca normanda indeterminada. El apogeo de este estilo se encuentra en un manuscrito del Comentario de Exeter sobre Isaías (Bibliotheque Bodléienne, Ms.Bodl.717) realizado en el scriptorium de la abadía de Jumièges por un artista llamado Hugo Pictor. A partir de la década de 1130, este estilo original desapareció y los manuscritos normandos se inspiraron en Poitou o Inglaterra, como fue el caso del Evangelio de San Martín de Sées (Biblioteca diocesana de Sées, ms. 5).

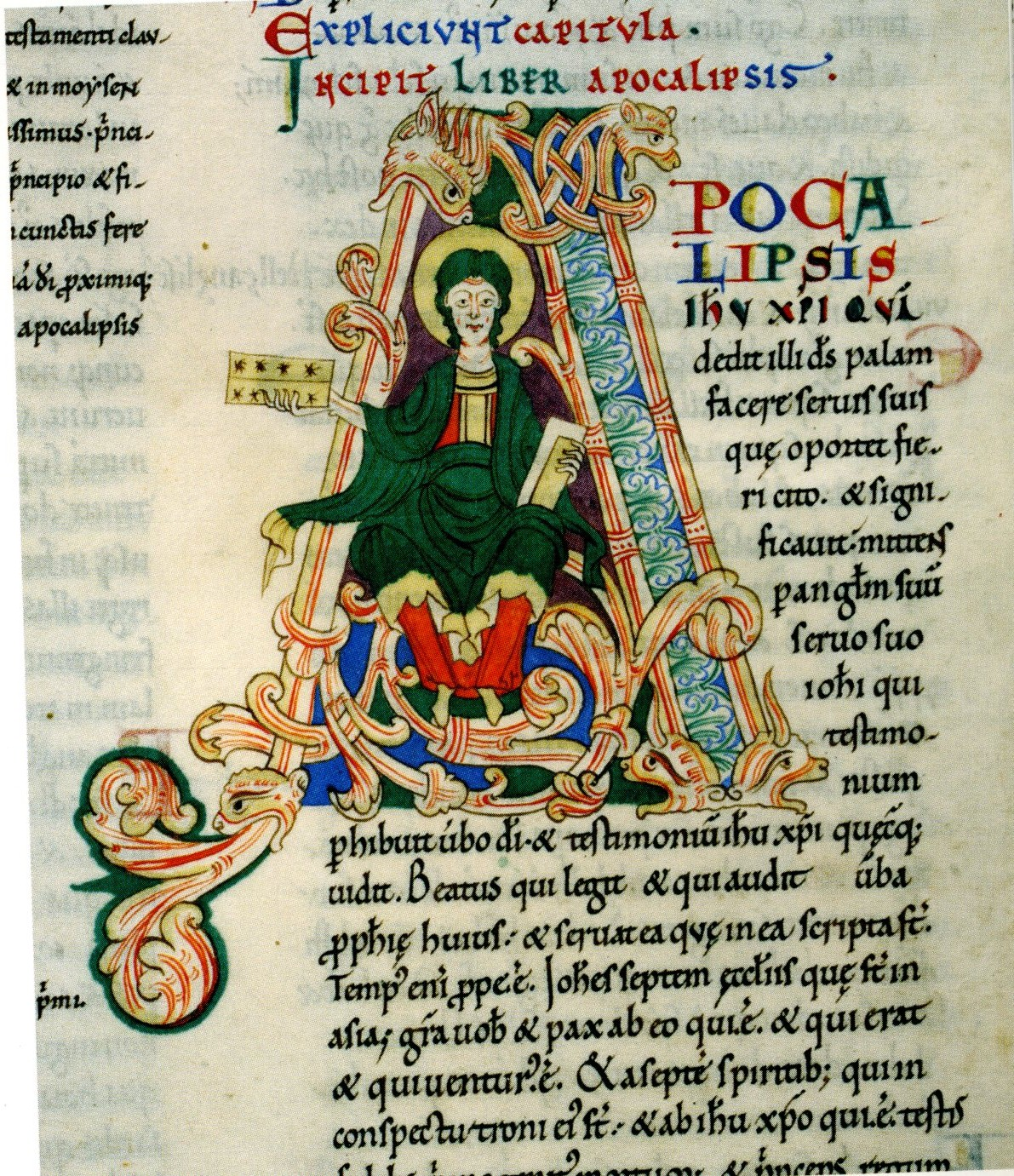
Capital de la biblia de Guillaume de Saint-Calais
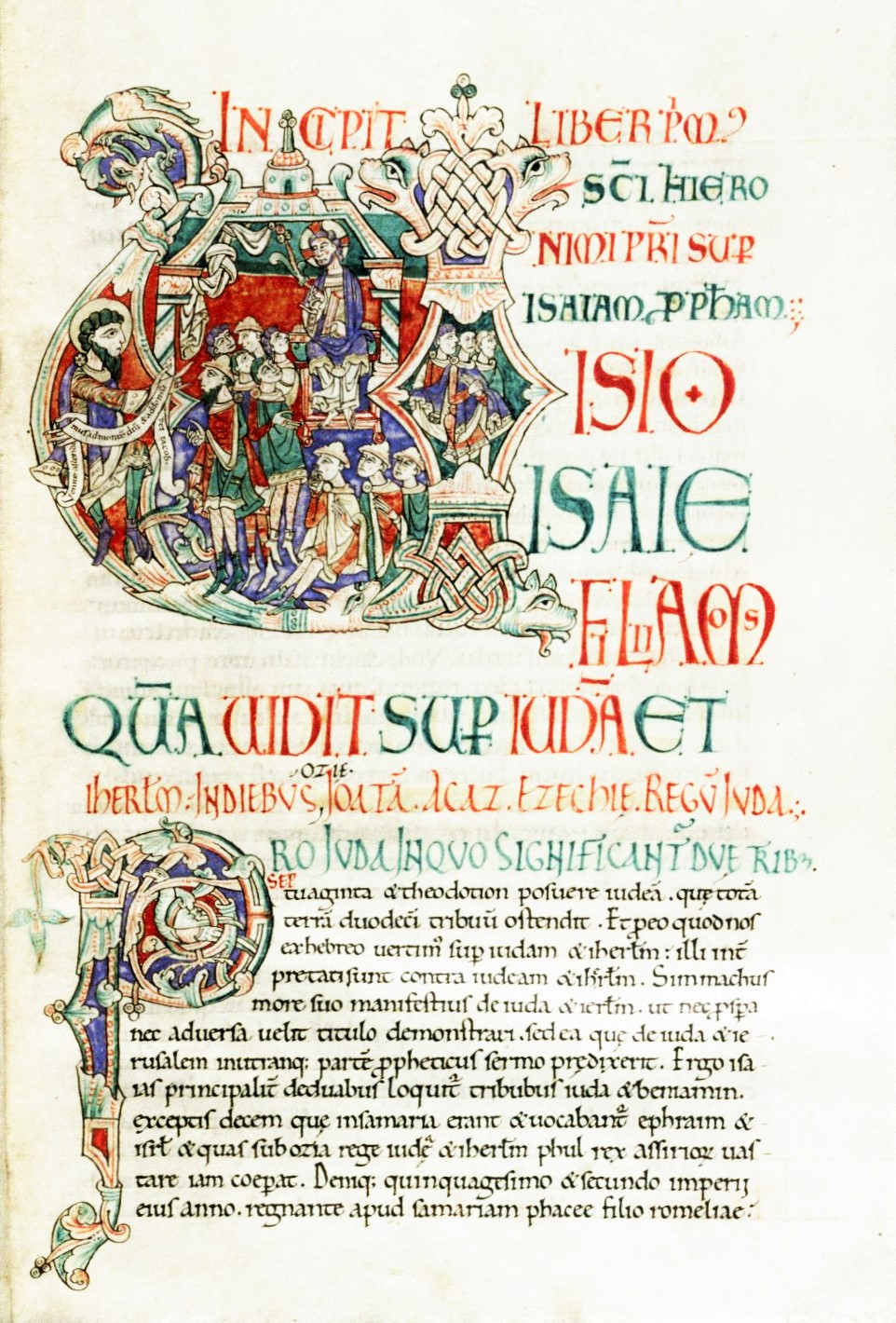
Comentarios a Isaías: capitual U por Hugo Pictor de la abadía de Jumièges

#### Poitou y el bajo Valle del Loira
La región que comprende Poitou, Anjou, Maine y Touraine también experimentó el surgimiento de un estilo propio que se desarrolló en el campo de la iluminación y el fresco, entre finales del XI . siglo y la década de 1170. Este estilo, inspirado en la iluminación carolingia, se caracteriza por figuras muy esbeltas con rostros alargados y una organización de escenas muy dinámica. Tres vidas de santos son representativas de este estilo de los años 1075-1100 : una Vida de Santa Radegonde (BM Potiers, ms.250) de Poitiers, una Vida de San Martín de Tours en pluma (Biblioteca de Tours, Ms.1018) y finalmente una Vida de San Aubin (BNF, NAL1390) de Angers. Este estilo continuó en el siglo siguiente y se extendió a las regiones circundantes, sin duda siguiendo el movimiento de artistas de un scriptorium a otro. Es el caso del cartulario de la abadía de Mont-Saint-Michel (Bibliothèque d'Avranches, ms.210), decorado hacia 1160 con dibujos a pluma en un estilo que también mezcla influencias inglesas.

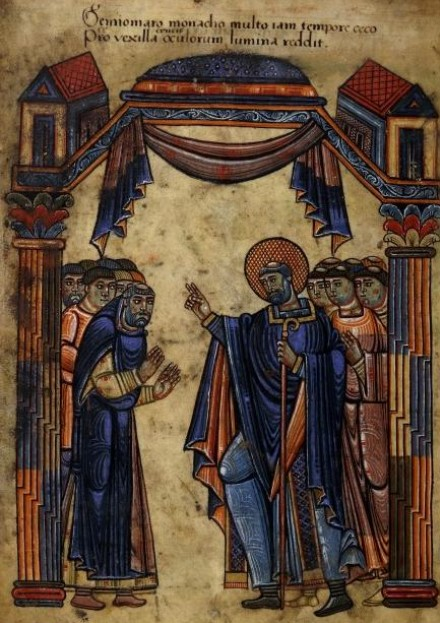
Vida de San Albino de Angers, San Albino bendiciendo a los fieles
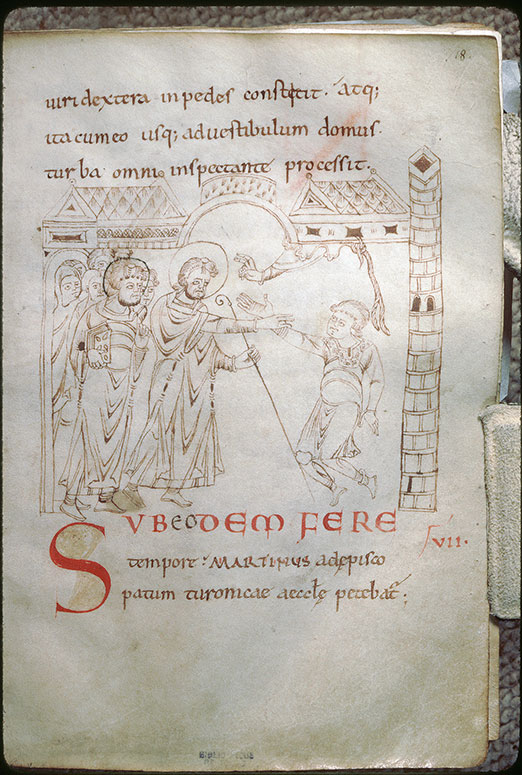
Vida de San Martín de Tours, San Martín resucitando a un ahorcado
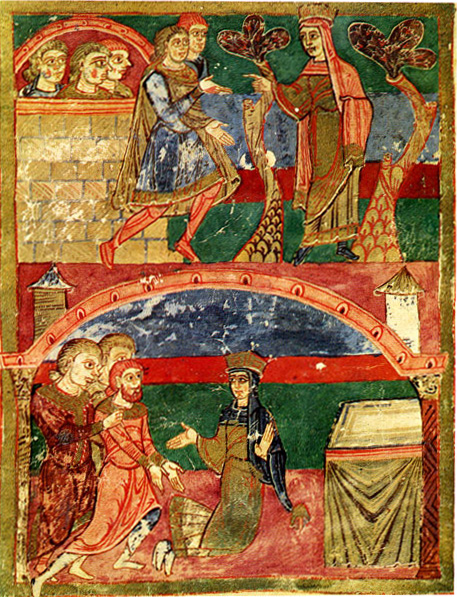
Escenas de la vida de Santa Radegunda
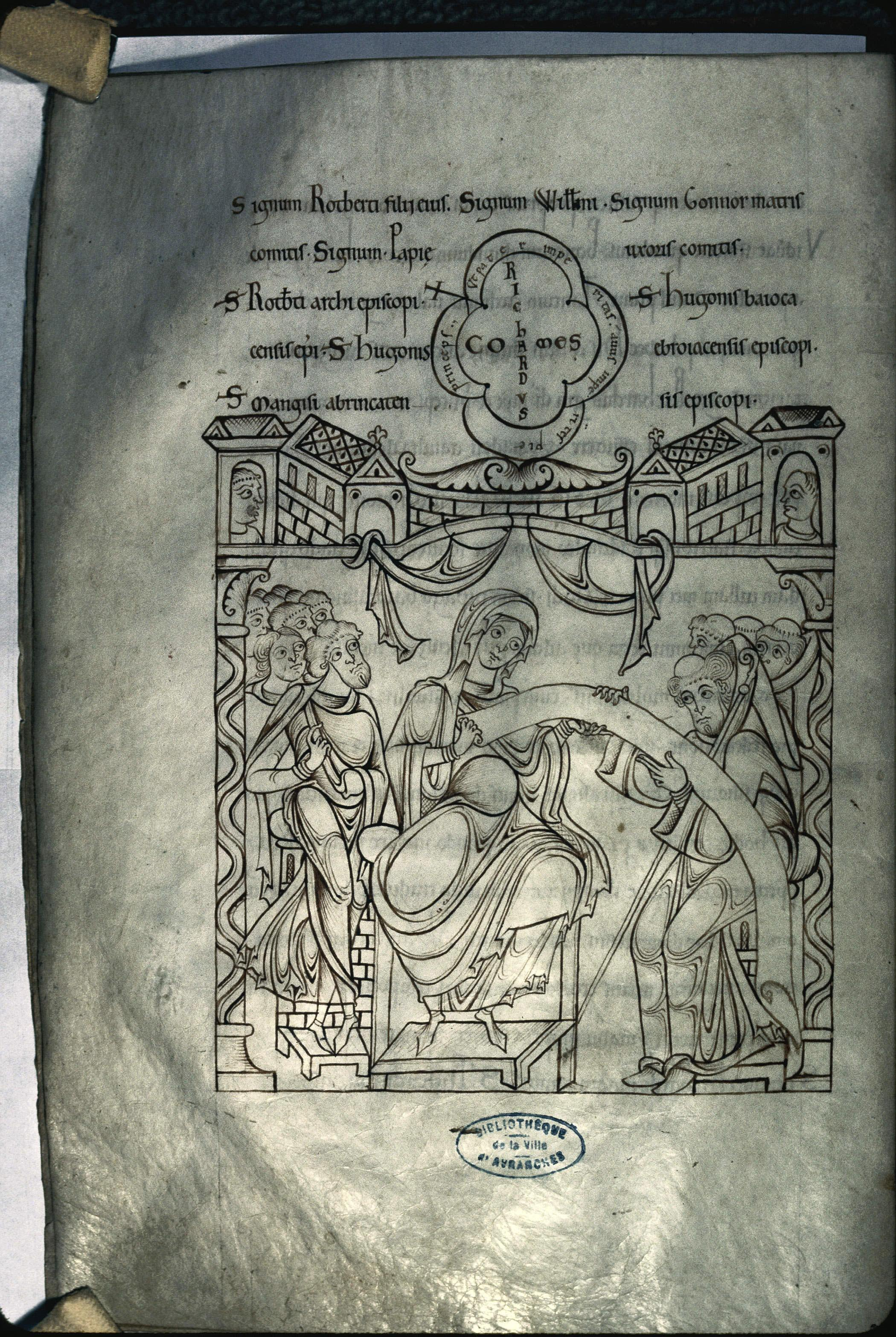
Cartulario de Mont-Saint-Michel: la donación de la duqusa Gonnor, f.23v.

#### Limoges
La capital de Limousin es la ubicación de dos centros religiosos de primera importancia en la época románica: la abadía de San Marcial y el cabildo de la Catedral de San Esteban. Influenciada por la reforma cluniacense de estilo ítalo-bizantino y el arte de la vecina Poitou, la ciudad se convirtió en un importante foco de iluminación románica. El manuscrito más célebre es la Segunda Biblia de San Marcial, realizada hacia 1100, a la que se puede añadir el Sacramentario de San Esteban, cuyo autor es común al primer manuscrito. Otro artista de este último manuscrito también contribuyó a las decoraciones de la Biblia de San Aredio (Biblioteca de Saint-Yrieix-la-Perche).

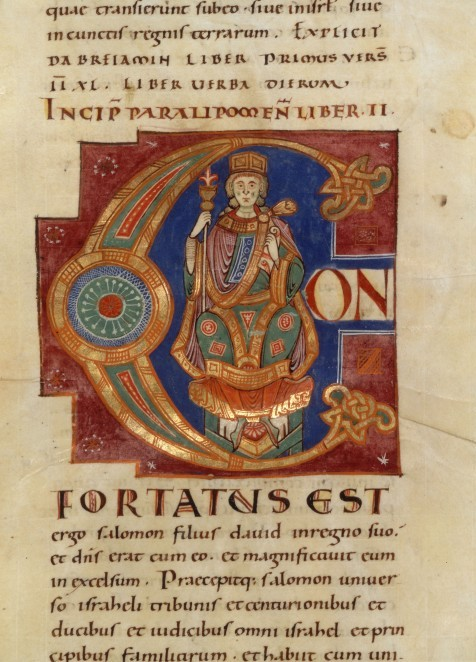
Segunda Biblia de San Marcial, Capital C, el rey Salomón
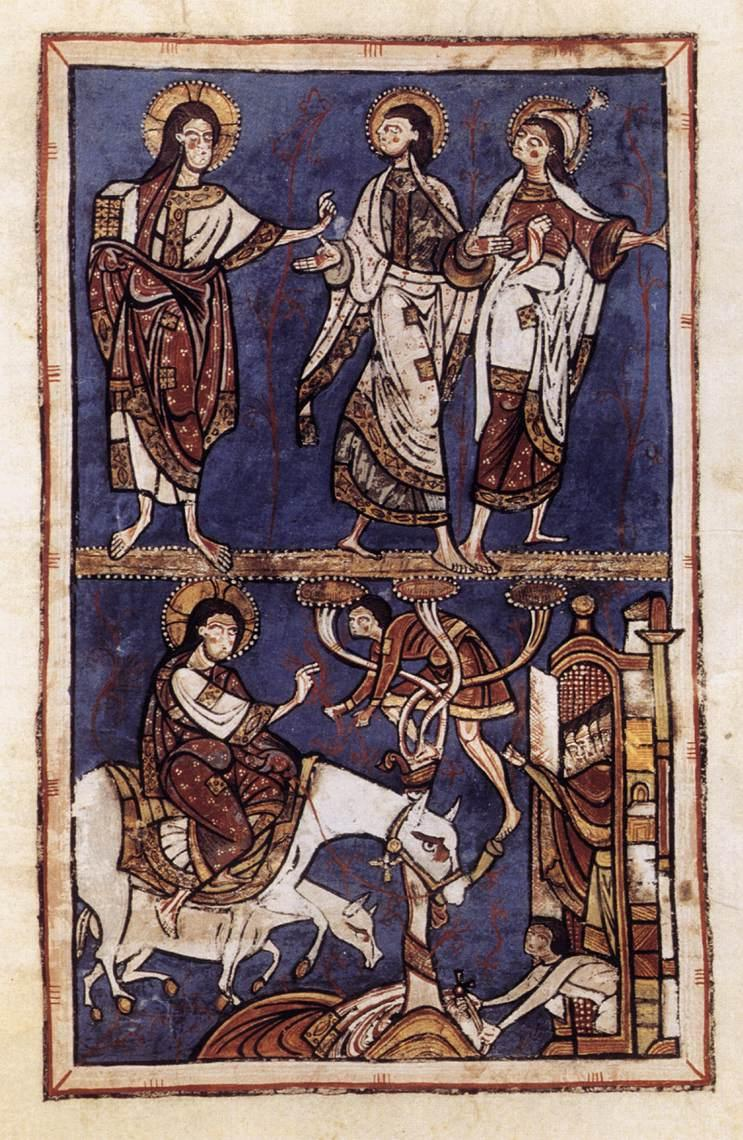
Sacramentario de San Esteban de Limoges, la entrada de Jesús en Jerusalén
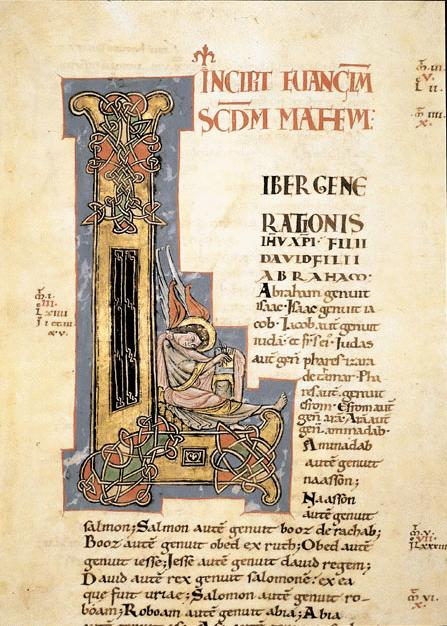
Capital L de la biblia de San Aredio

#### Francia septentrional
El norte de Francia actual, que comprende Picardía, Artois, Cambrai, Henao y el sur de Flandes, presenta una gran cantidad de centros de producción de manuscritos activos durante el período románico. El primer manuscrito que verdaderamente adopta el nuevo estilo es el Liber Floridus, escrito en Saint-Omer alrededor de 1120. Sin embargo, la región sufrió la influencia directa del arte de Inglaterra al mismo tiempo, así como el arte de Mosa de manera más puntual. El Maestro de la Biblia de Lambeth, que vino de Inglaterra, viajó a esta región para realizar decoraciones en el lugar en la década de 1140 del Libro del Evangelio de Liessies del que solo queda un fragmento (Sociedad Histórica de Avesnes-sur-Helpe). Otro iluminador, un laico de origen británico, llamado Félix, se instaló en Corbie Abbey donde decoró varios manuscritos en la década de 1160. Sin embargo, no todos los iluminadores se inspiran en el otro lado del Canal. Las miniaturas de la Segunda Vida de San Amando (Bibliothèque de Valenciennes, Ms.501), fechadas hacia 1153, de la abadía del mismo nombre, están directamente inspiradas en el estilo italo-bizantino. Otro estilo lo encontramos en la Tercera Vida de San Amand (BMV, Ms.500), unos veinte años después, con un diseño de colores más marcado en un número limitado dispuesto en grandes superficies planas.

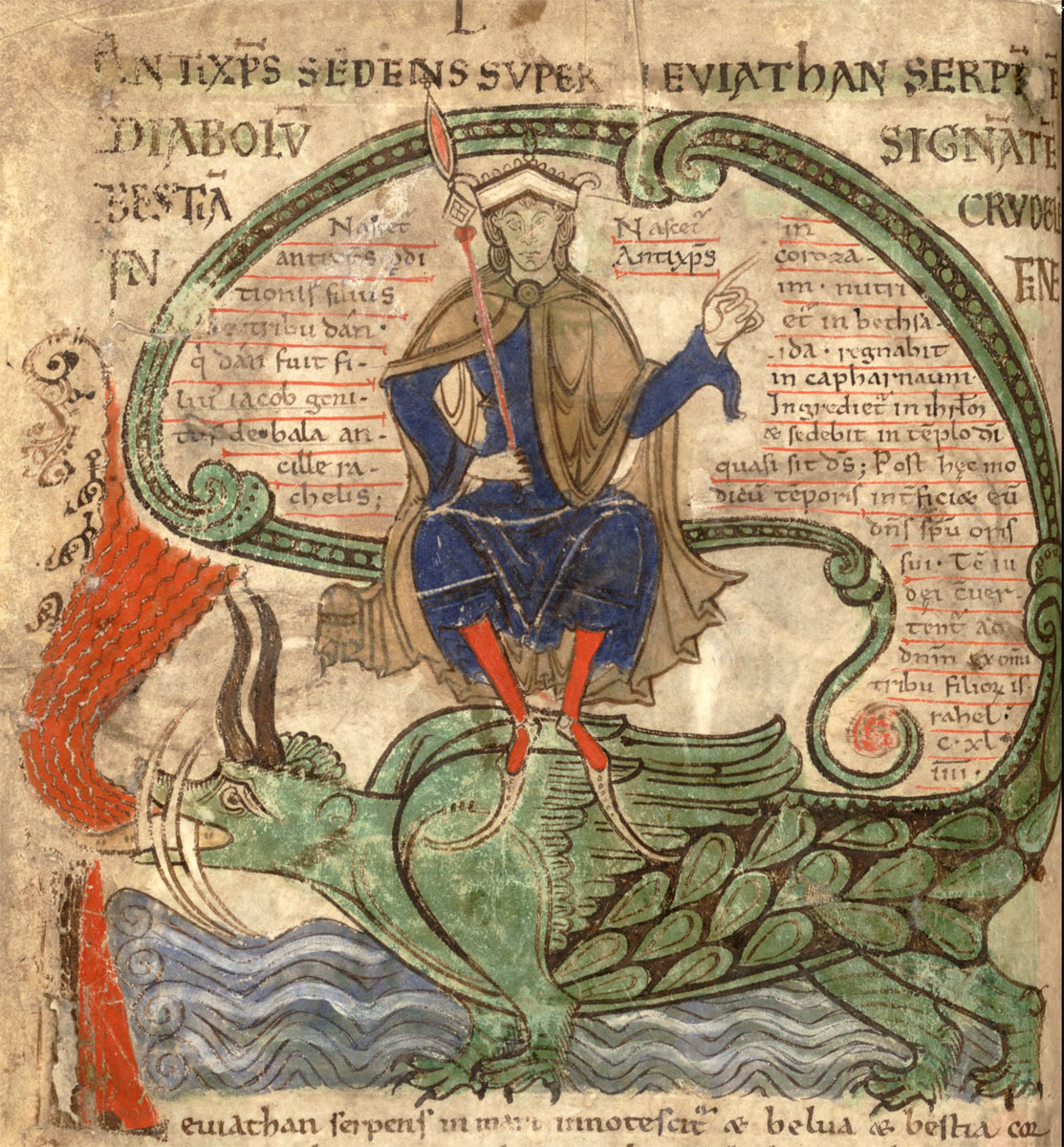
Liber floridus, el Anticristo sobre el Leviatán
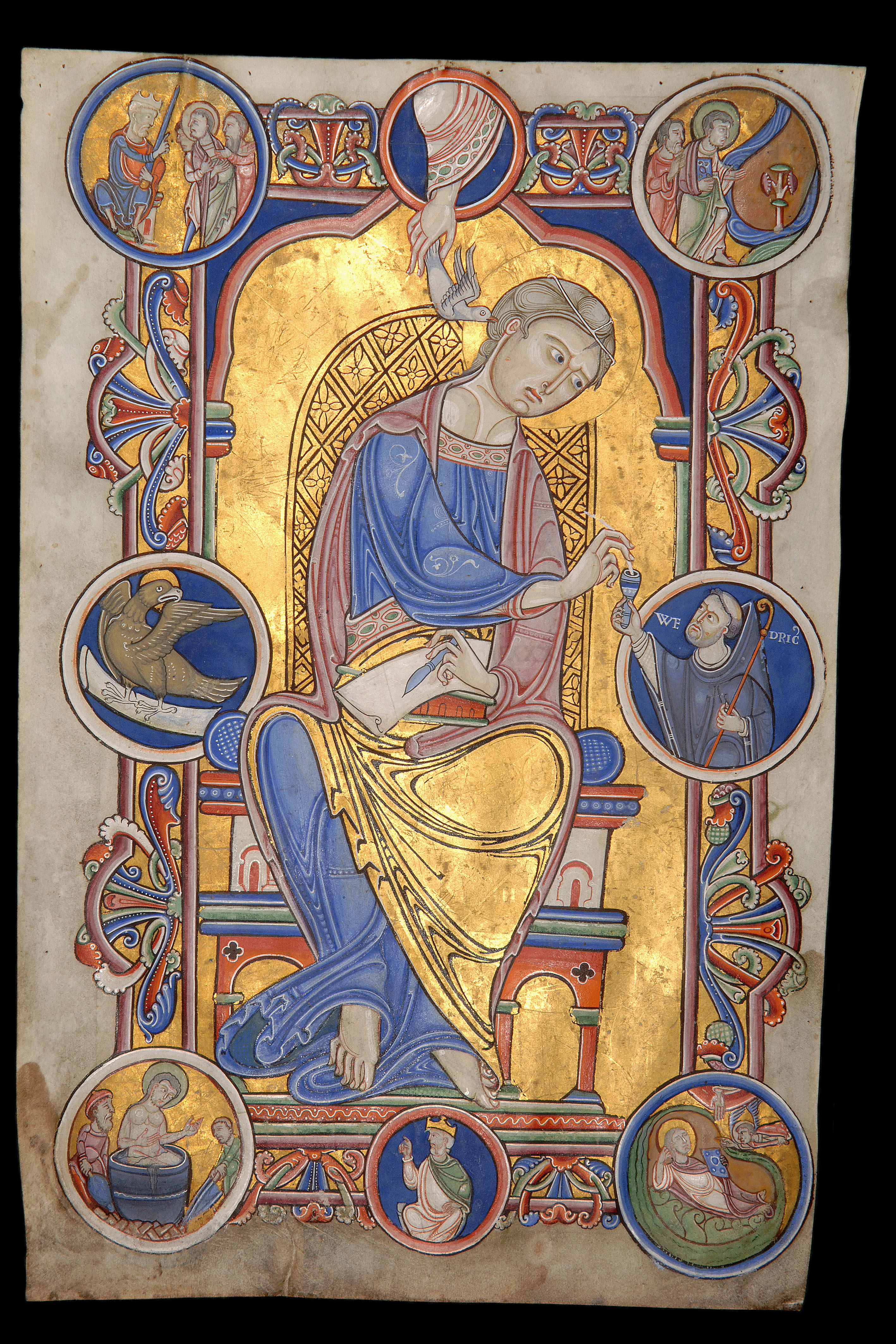
Evangelios de Liessies, san Juan
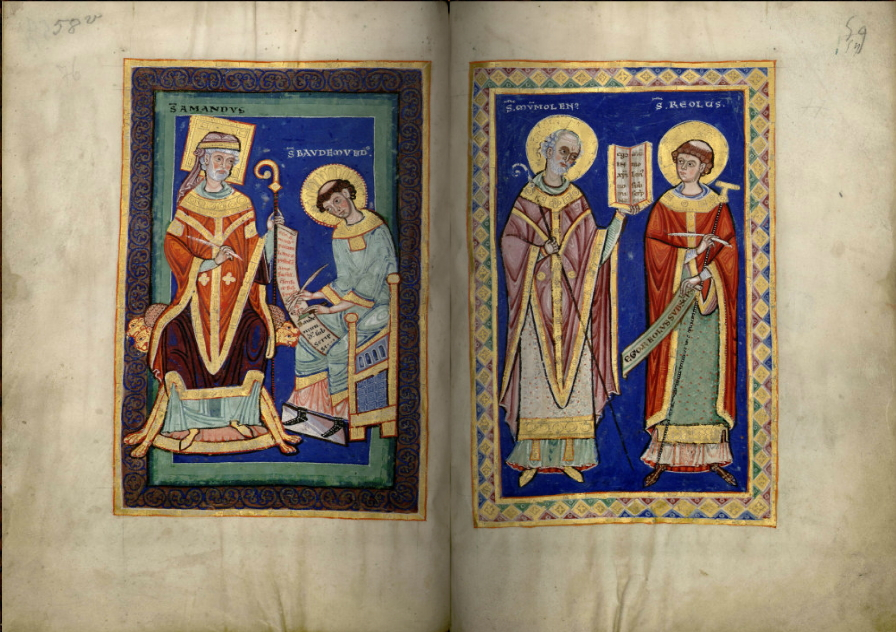
Segunda Vida de San Amando, la redacción del testamento del san y sus testigos

#### Dominio Real y Champaña
El corazón del reino de Francia no se distingue durante el período románico por una gran producción y una particular originalidad en el campo de la iluminación. La actividad se limita a unos pocos scriptoria activos durante períodos breves. En Chartres se produjeron varios manuscritos importantes durante la primera mitad del XII . siglo desarrollando un estilo propio. El más importante de ellos es una gran biblia fechada alrededor de 1150 (BNF, Lat.55 y 116) que extrae ciertos motivos de las vidrieras de la catedral de Notre-Dame de Chartres. El scriptorium de la abadía de Saint-Denis solo se conoce a partir de unos pocos manuscritos dispersos. Champaña tiene una mayor producción con un grupo de Biblias monumentales, la más famosa de las cuales es la Biblia de los Capuchinos (BNF Lat.16743-16746) fechada alrededor de 1170-1180. Esta biblia muestra tanto una influencia mosana, también visible en las antiguas vidrieras de la catedral de Troyes, como también inglesa y más precisamente del scriptorium de San Albano. Un segundo grupo de biblias de Troya, fechadas a finales del siglo XII e influenciada también por Inglaterra, marca una etapa de transición entre el arte románico y los primeros tiempos del gótico, siendo la más conocida la Biblia de Manerius (Bibliothèque Sainte-Geneviève, Ms.8-10).

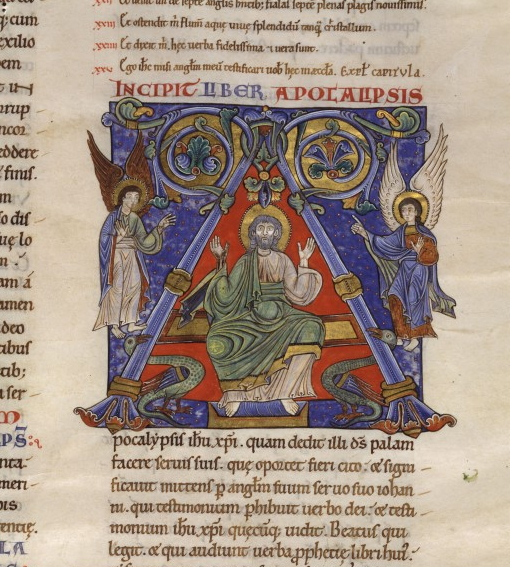
Biblia de Chartres, capital historiado
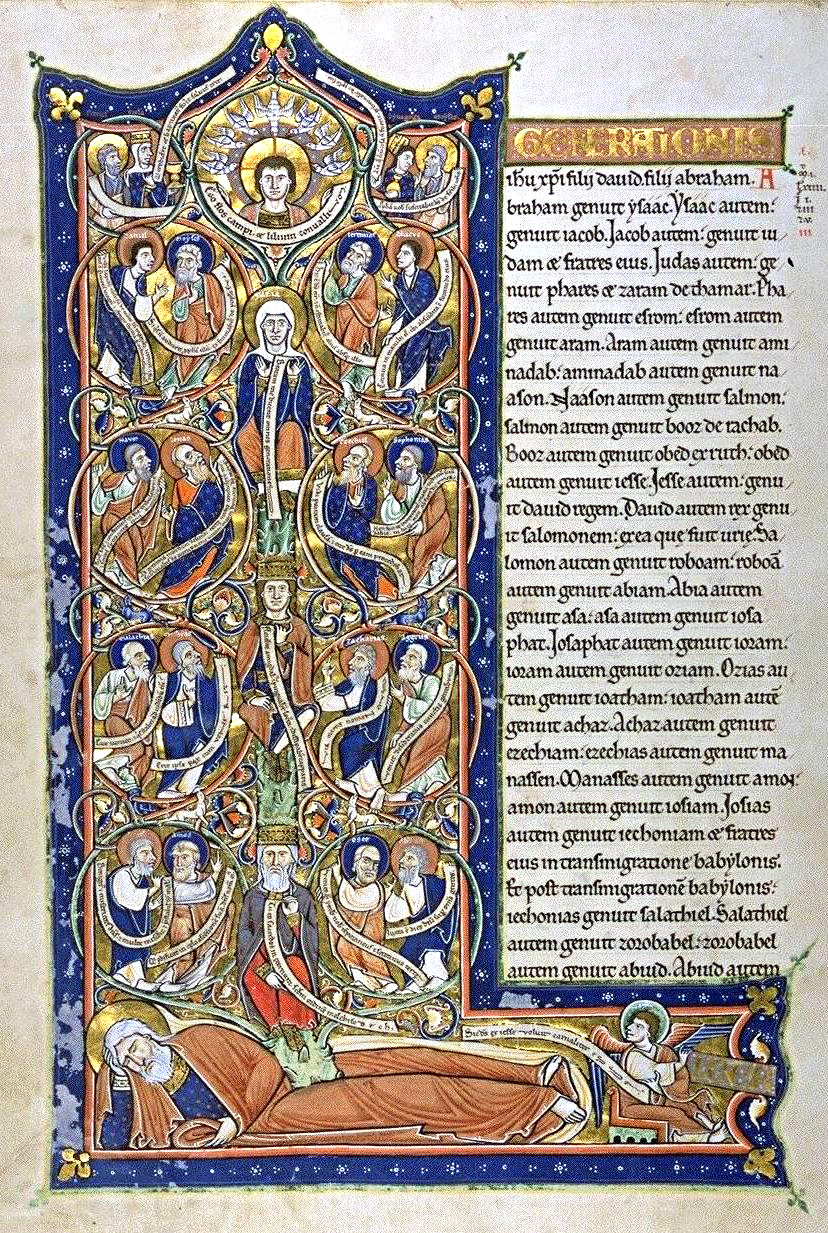
Biblia de los Capuchinos, Árbol de Jesé
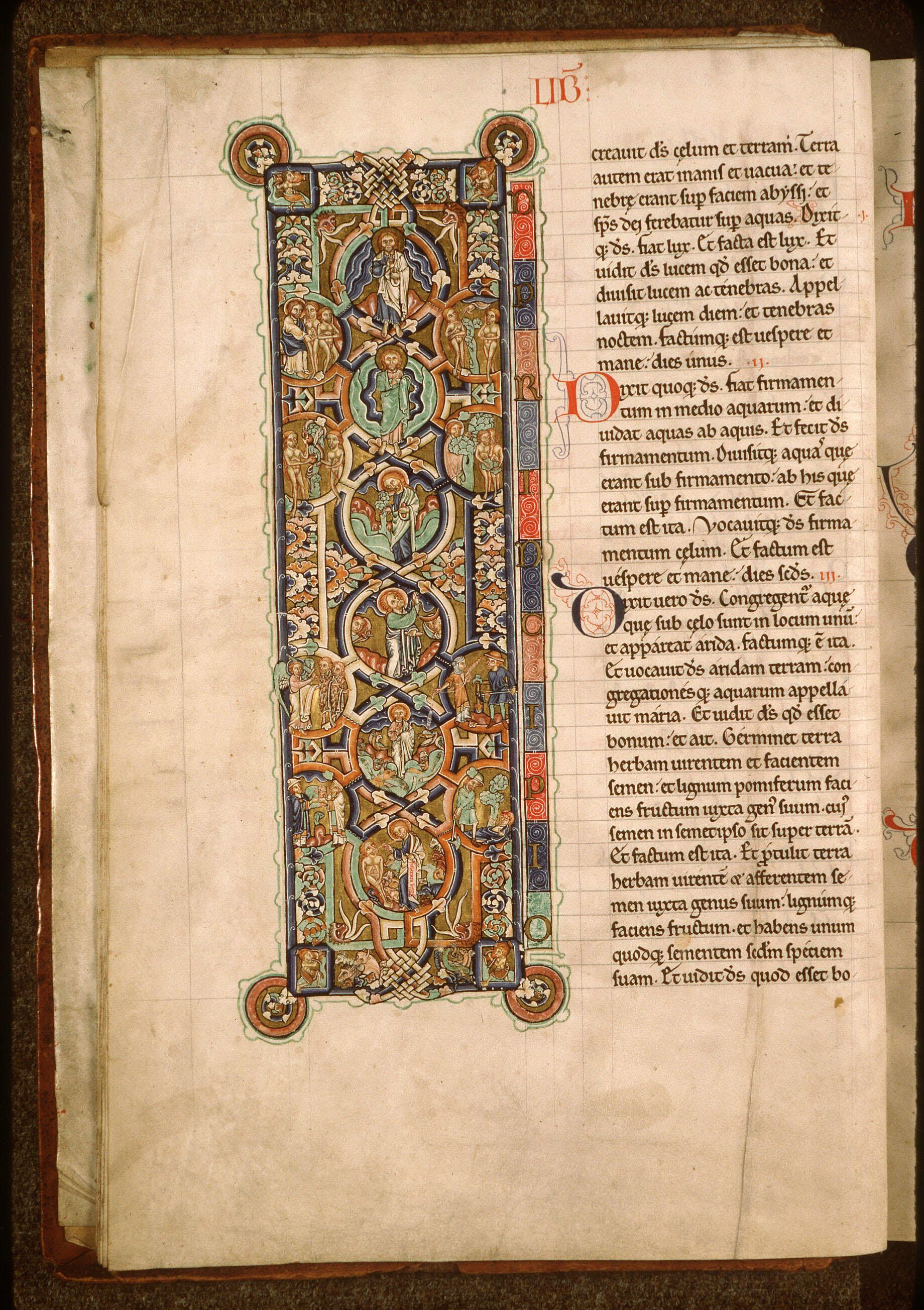
Biblia de Manerius, capital historiado del Génesis

#### Iluminación cisterciense
Mientras la orden cisterciense prosperaba y se extendía abogando por el retorno al rigor de la vida monástica, los scriptoria de sus principales abadías produjeron algunos de los mejores manuscritos de la época en un estilo propio. En la Abadía de Císter, un artista combina representaciones elegantes e inspiración extraída de elementos de la vida cotidiana principalmente en iniciales historiadas: participa en la ejecución de la biblia de Esteban Harding que le dio su nombre (Maestro de la Biblia de Etienne Harding) o de un manuscrito de Moralia in Job de Císter e influye en muchos otros scriptoria cistercienses. Las críticas de Bernardo de Claraval al lujo en la decoración de los manuscritos pueden haber favorecido el desarrollo de una iluminación puramente ornamental que alcanzó una gran abundancia de plantas en los talleres cistercienses. Este es a veces multicolor pero también monocromático como en una serie de tres biblias en la influencia de Claraval: la Gran Biblia de Claraval, la Biblia de Chaumont (Bibliothèque municipale, Ms.1-5) la Biblia de los Celestinos (Bibliothèque de l'Arsenal, Ms.578 y Biblioteca Nacional Rusa).

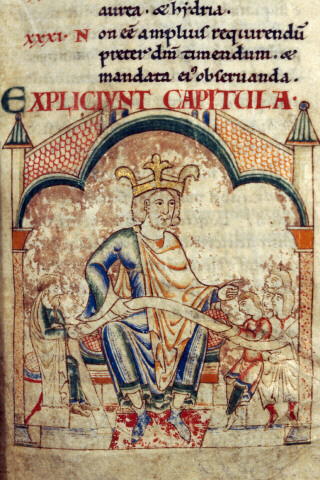
Biblia de Esteban Harding, el rey Salomón
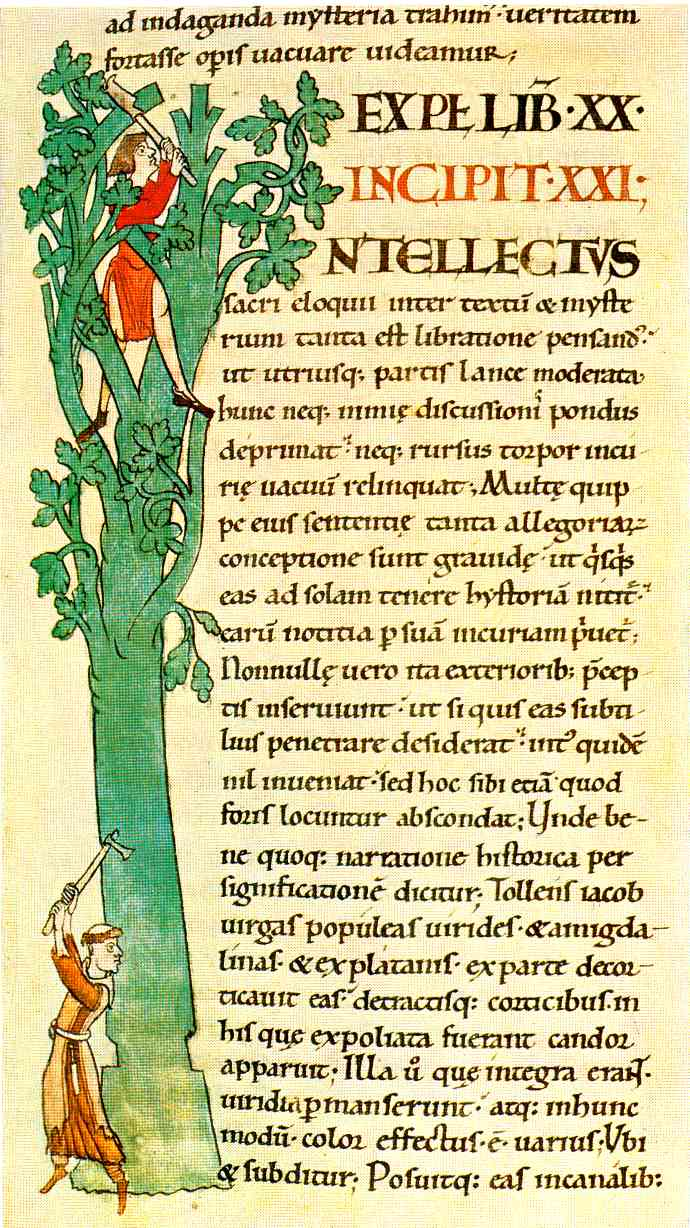
Moralia in Job de Císter
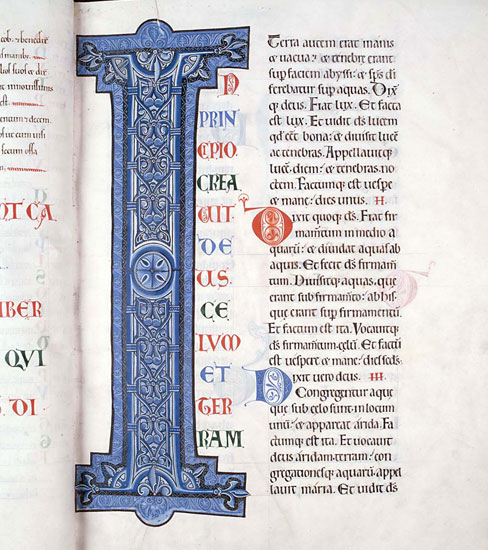
Gran Biblia de Claraval, Capital I

### Inglaterra
La conquista normanda de Inglaterra provocó una ruptura relativa en las artes del libro en las islas británicas. Probablemente cruzaron el Canal varios manuscritos de Normandía, como la Biblia de Guillermo de Saint-Calais, pero su influencia quedó limitada al ámbito de las letras capitales decoradas. Los antiguos scriptoria como los de Canterbury continúan produciéndose siguiendo el estilo anglosajón de antes de la conquista. El Evangelio de Mostyn (Morgan Library, M777) ejecutado quizás en Gloucester hacia 1120 reproduce así a los evangelistas sentados sobre su símbolo mezclando un modelo insular adaptándolo al estilo carolingio pero sin hacer referencia al nuevo estilo románico vigente en la Continente.

No fue hasta la década de 1120 que se adoptó localmente el estilo ítalo-bizantino pero con una adaptación en los rasgos de los personajes en particular: las facciones están demacradas, los ojos agrandados y los pliegues de la ropa encajados. Es en la abadía de San Albano (Herefordshire) donde este estilo se configura de la manera más completa. Alrededor de 1120-1130, se ejecutó allí el famoso Salterio de San Albano, cuyas miniaturas a toda página están inspiradas en modelos anglosajones, bizantinos y otonianos. Los patrones de los marcos, los colores de fondo y el modelado de los personajes obtenidos a partir de reflejos blancos se derivan directamente del estilo italo-bizantino. Este estilo original desarrollado por el Maestro del Salterio de San Albano, que sin duda se trasladó a otros scriptoria, tuvo una influencia duradera en otros artistas de Inglaterra en ese momento. Por lo tanto, sin duda fue a la abadía de Bury St Edmunds (Suffolk) donde hizo las miniaturas de una Vida de San Edmund (Pierpont Morgan Library, M736). La decoración del Salterio de Shaftesbury (Biblioteca Británica, Landsdowne 383).

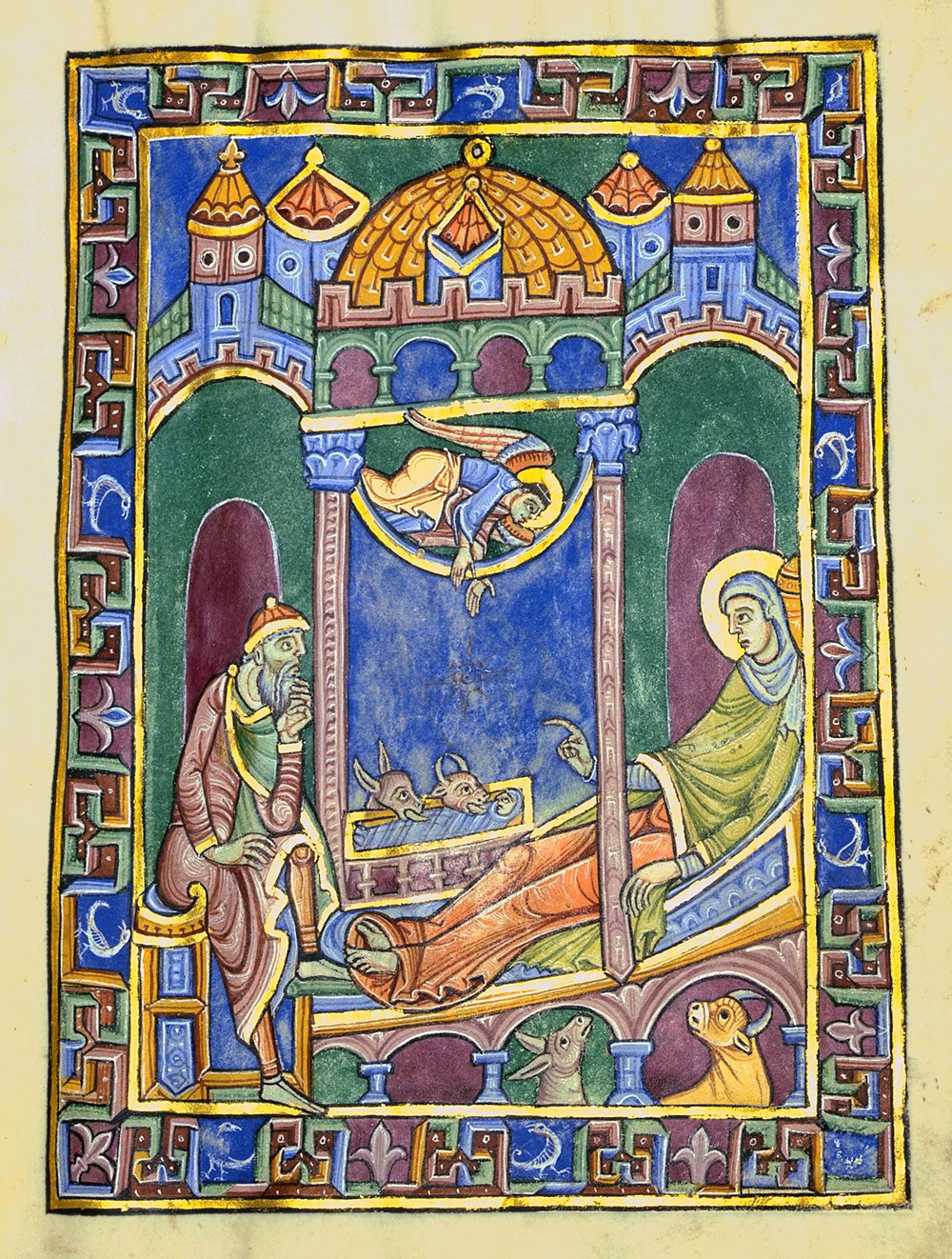
Salterio de San Albano, la Natividad
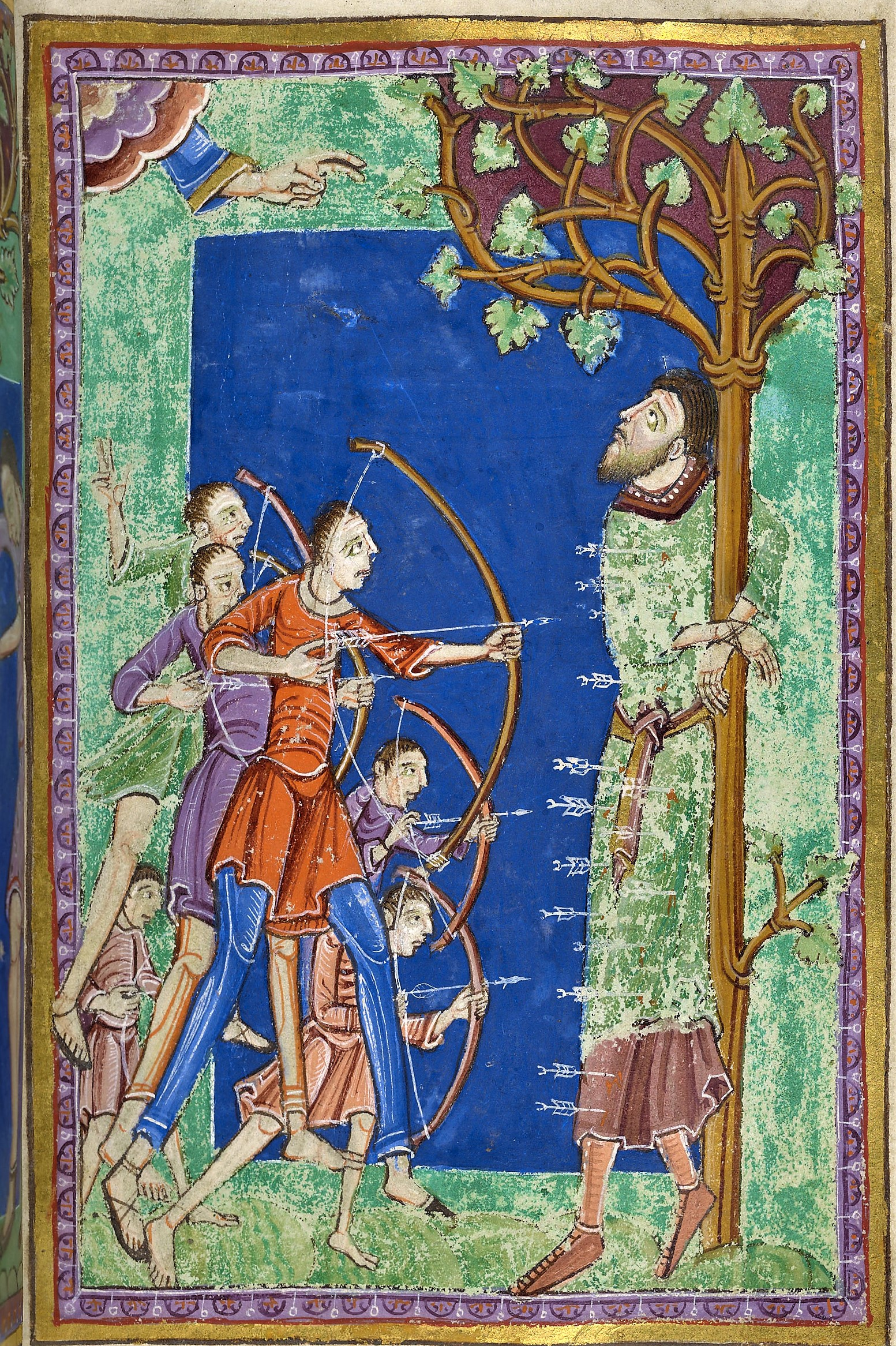
Vida de san Edmundo, el martirio
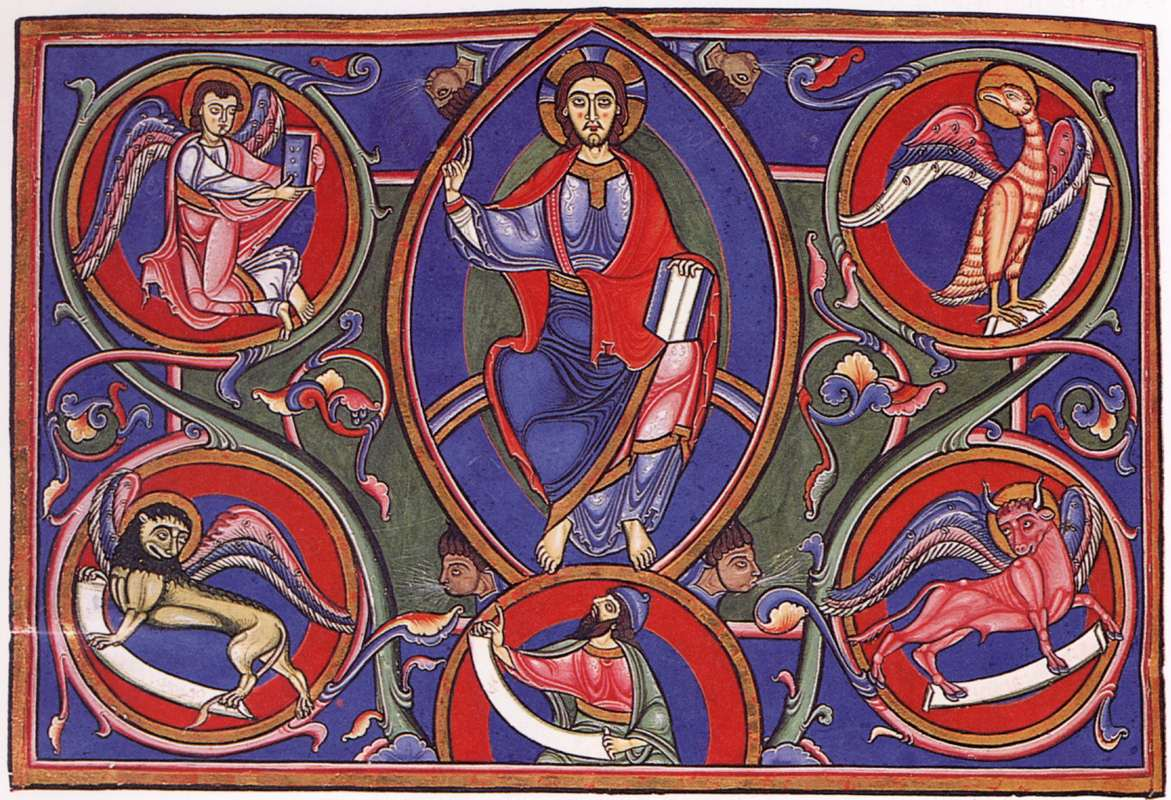
Biblia de Bury, Cristo en gloria

En la abadía de Bury St Edmunds, el abad Anselme de San Saba, de origen italiano, entre 1121 y 1148, fue el protector de un artista a la vez pintor y escultor, el maestro Hugo, autor de manuscritos entre los más originales. Pintó la Biblia de Bury (Corpus Christi College (Cambridge), ms.2), entre 1135 y 1140, con colores inéditos y figuras cada vez más realistas. Para representar las figuras se dibujan pliegues de ropa de aspecto mojado que pretenden adherirse a la forma del cuerpo de la figura y resaltar su anatomía. Este estilo de origen bizantino se denomina damp fold style e influye en toda la iluminación inglesa a partir de entonces.

El centro de Canterbury permanece relativamente al margen de este estilo, la influencia italo-bizantina se limita a las representaciones de figuras. El Salterio de Eadwine (Trinity College, Cambridge, Ms.R.17.1) es en realidad una copia del Salterio de Utrecht copiado notablemente alrededor de 1147 por el escriba Eadwin Basan cuyo retrato representado en el folio 283v es de inspiración ítalo-bizantina en la figura pero queda muy aislado en las ornamentaciones en particular de los pliegues de la prenda. El mismo Eadwine está en el origen de la Biblia de Dover (Corpus Christi College, Cambridge), más bizantina en su estilo. Un autre artiste majeur de Cantorbéry est le Maître de la Biblia de Lambeth, qui peint ce manuscrit (Lambeth Palace, Ms.3), inspiré par le style de Maître Hugo et qui influence l'enluminure du nord de la France par des voyages sur el continente. También influyó en la realización del Salterio de Henri de Blois (Biblioteca Británica, Cotton Nero C.IV) producido en Winchester alrededor de 1150, también en un estilo muy inspirado en la pintura bizantina.

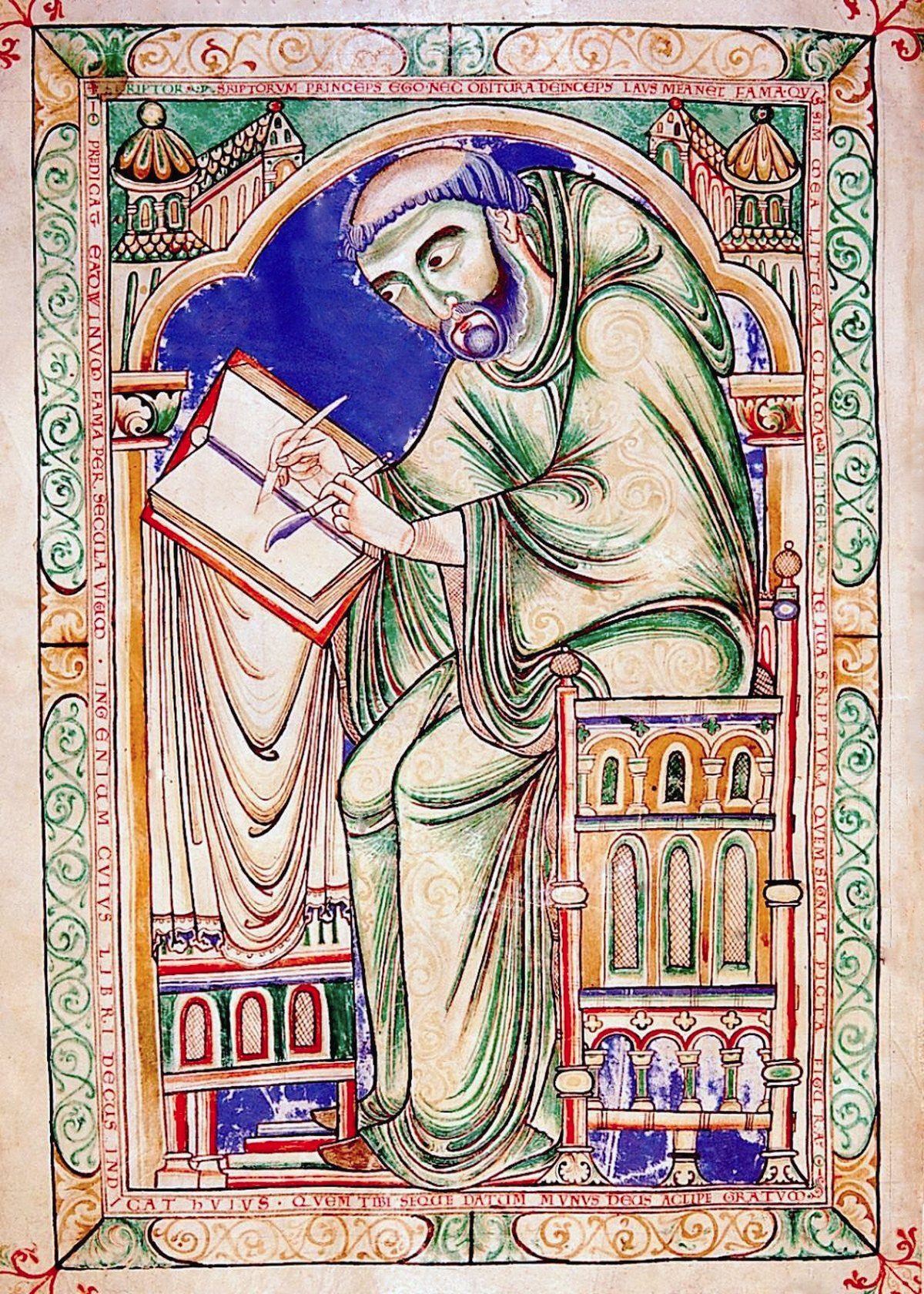
Retrato de Eadwine, Salterio de Eadwine.
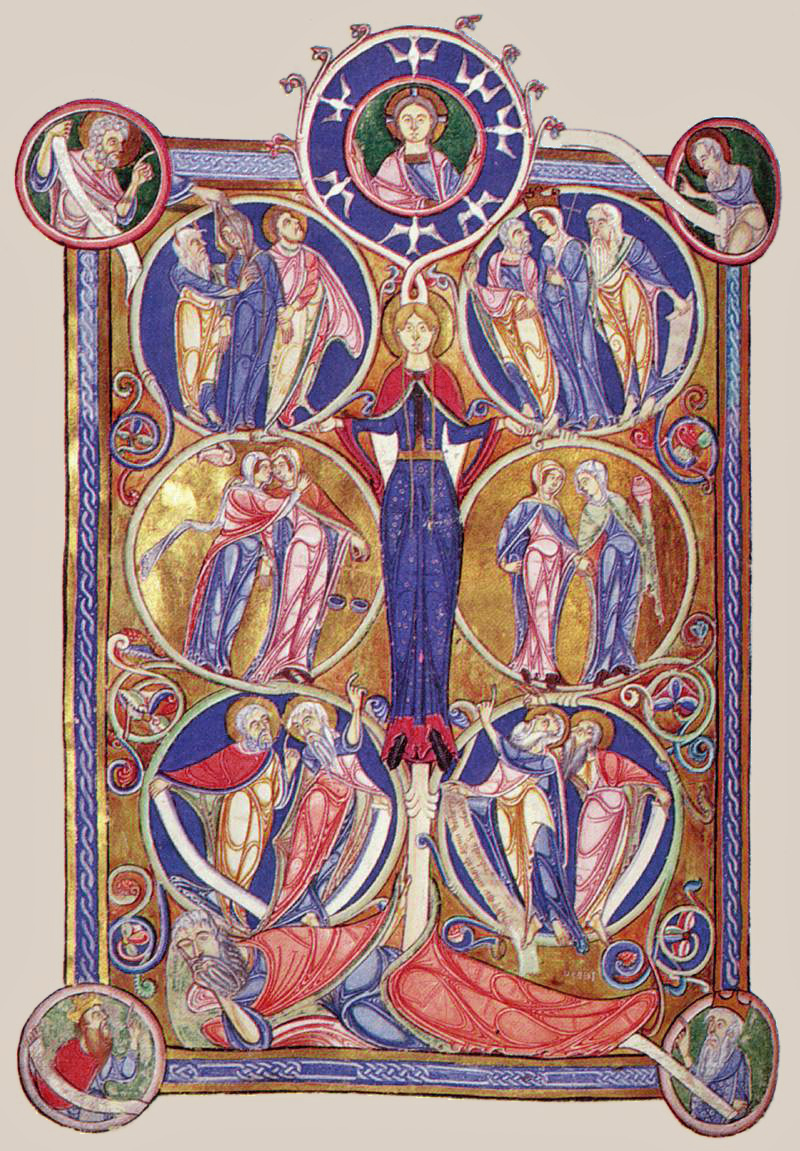
Biblia de Lambeth, el árbol de Jesé
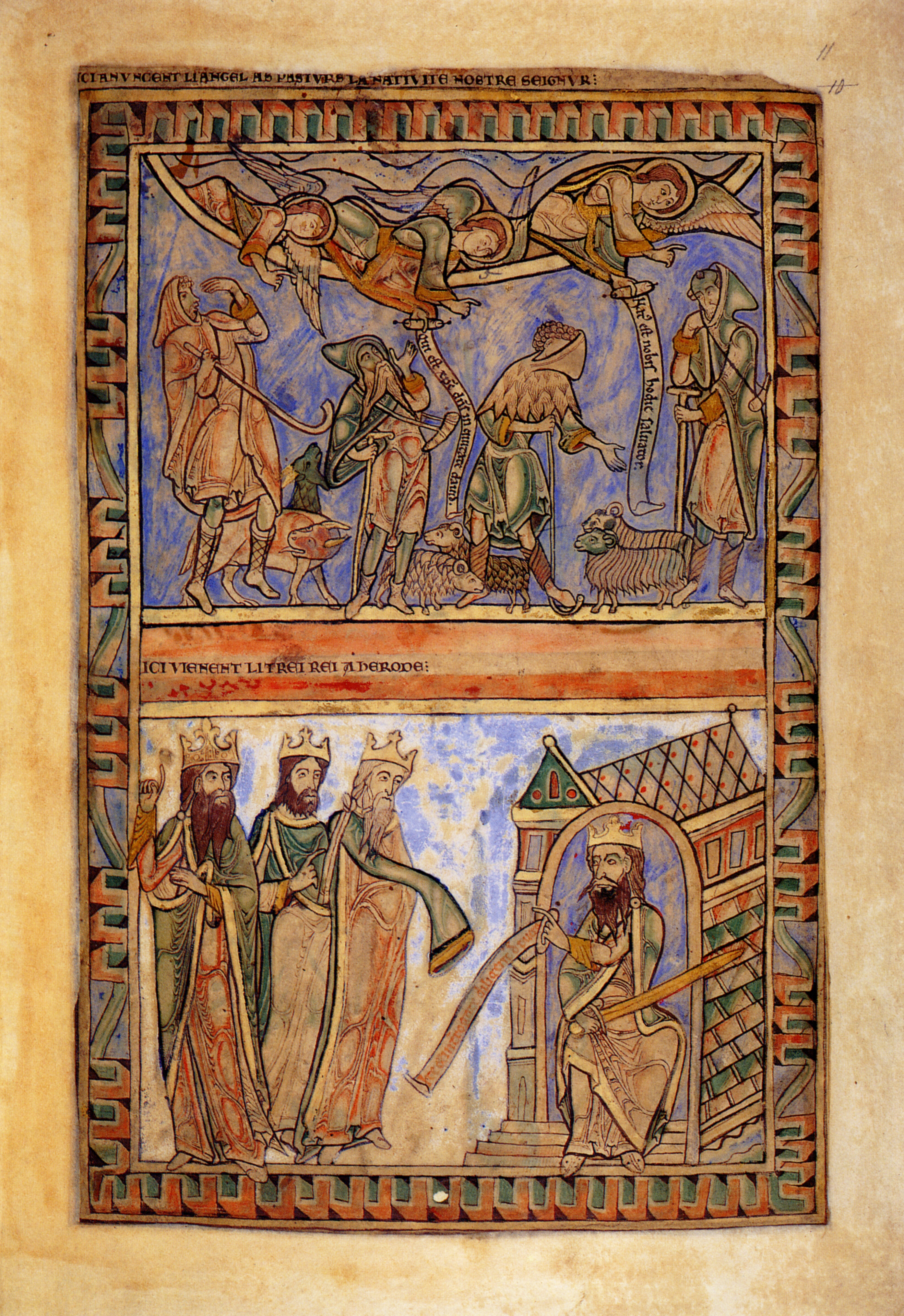
Salterio de Enrique de Blois
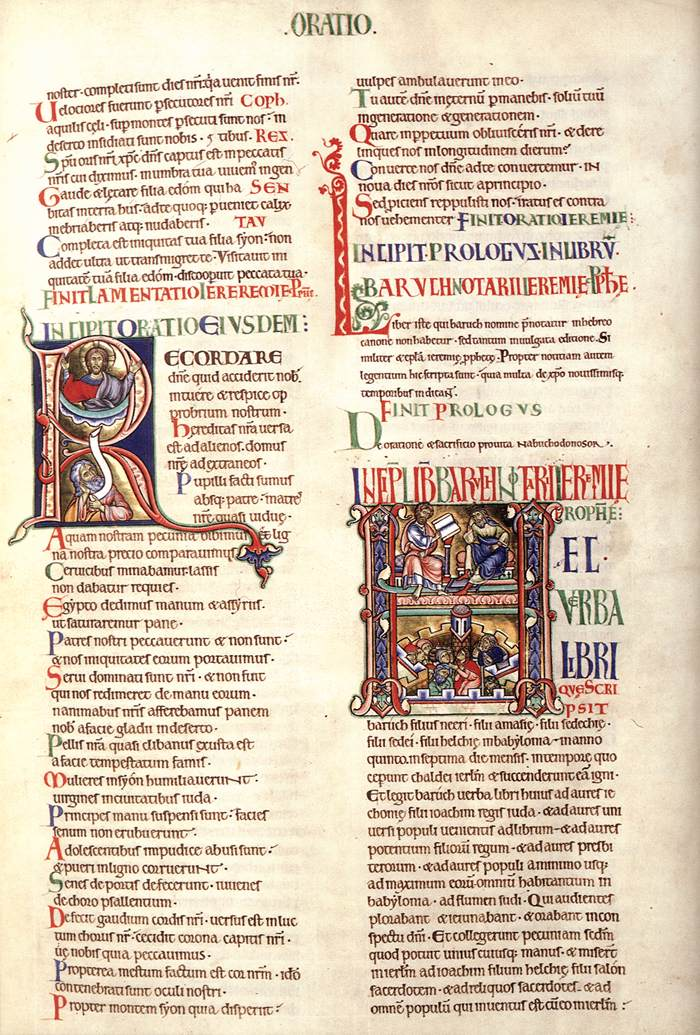
Biblia de Winchester

Otro lugar importante de iluminación románica en Inglaterra es Winchester y el manuscrito más famoso producido allí es la Biblia de Winchester (Biblioteca del Capítulo de Winchester), que comenzó alrededor de 1150 y continuó hasta 1180 y finalmente quedó sin terminar. Se sucedieron dos campañas de decoración, la primera inspirada en el maestro Hugo y San Albano, la segunda directamente en el arte bizantino.

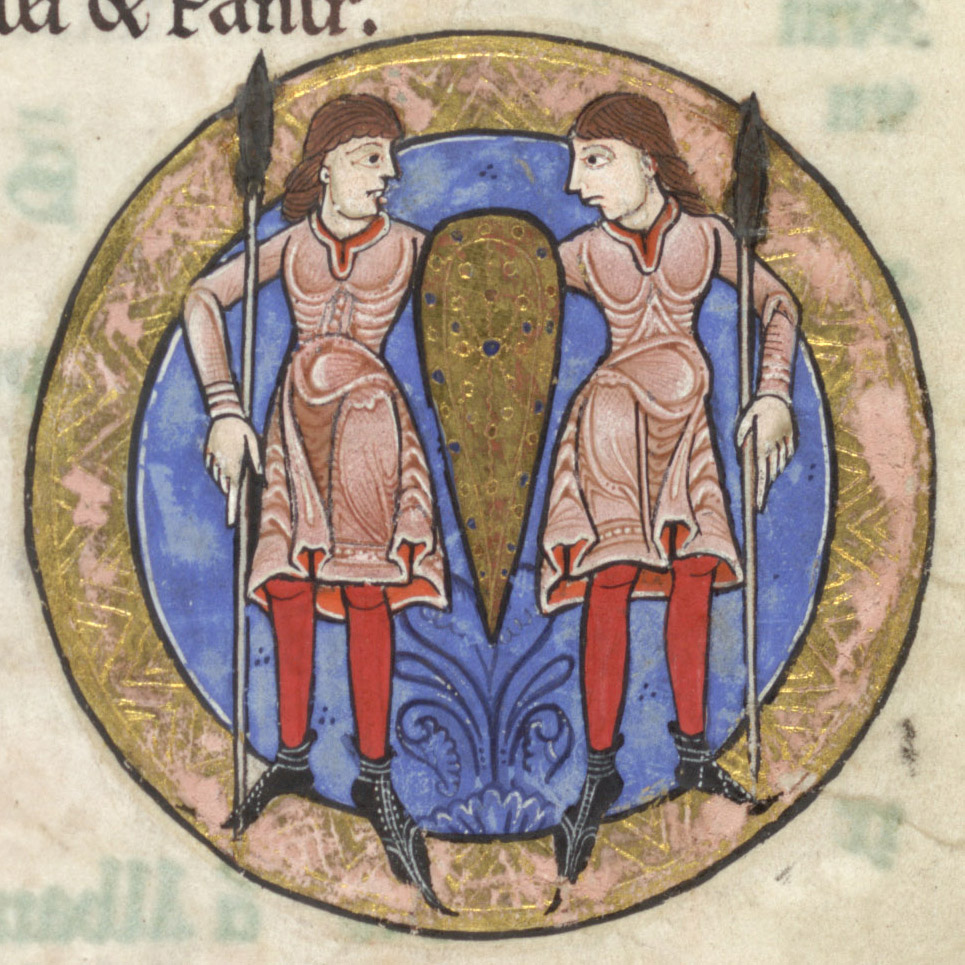
Salterio Hunter, les gemelos
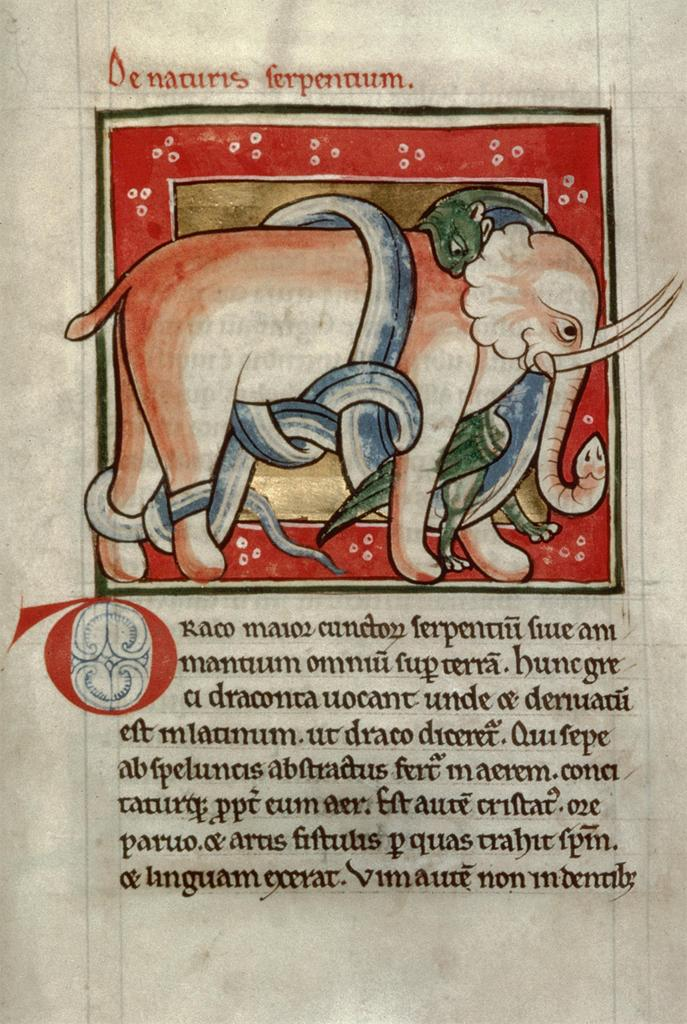
Bestiario de Radford, elefante
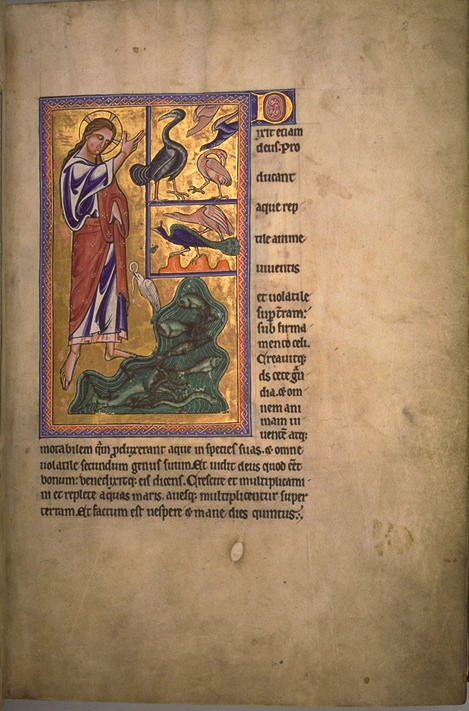
Bestiario de Aberdeen, la creación de los pájaros

No fue hasta la década de 1170 que el norte de Inglaterra recuperó una vitalidad artística en el campo de la iluminación comparable a la del sur, con un estilo adaptado del damp fold style. El Salterio Hunter (Biblioteca Hunteriana de la Universidad de Glasgow, ms. U.3.2), realizada en York hacia 1170, es representativa de este estilo. El Salterio de Copenhague está relacionado con él, aunque es algo posterior (Biblioteca Real (Dinamarca), Thott.143.2°). Otro tipo de texto es particularmente popular en esta región a finales del siglo XII y principios del siglo XIII: bestiarios. Han sobrevivido varios manuscritos ricamente ilustrados de este período: el Bestiario de Aberdeen, el Bestiario de Radford con fecha de 1187 (Morgan Library, M.81) o el Bestiario de Ashmole, posterior.
El Salterio anglocatalán (BNF, Lat.8846), última copia del Salterio de Utrecht y cuya primera parte fue decorada en Canterbury a principios del siglo XIII, marca la transición gradual al estilo gótico.

### Sacro Imperio
Las provincias del Sacro Imperio Romano Germánico tardaron más en adoptar el nuevo estilo románico en la decoración de los manuscritos. Incluso si la edad de oro de la iluminación otoniana terminó a mediados del siglo XI, hay que esperar al segundo tercio del siglo XII para la generalización de la iluminación románica. De nuevo, esta adopción varía enormemente de una región del imperio a otra.

#### Baviera y Austria
Fue en Salzburgo donde por primera vez los iluminadores se liberaron del estilo otoniano para adoptar el nuevo estilo románico y esto, a partir de la segunda mitad del siglo XI, habiendo sido siempre este centro cultural más permeable a la influencia del estilo bizantino. Este es particularmente el caso de la abadía de San Pedro en Salzburgo, donde se produjo un libro del Evangelio, que ahora se conserva en la Biblioteca Pierpont Morgan (M780). Salzburgo se especializó en la producción de manuscritos de lujo destinados en particular a ser exportados a otros lugares del Imperio. Es el caso de la biblia de la abadía de Saint-Florian, fechada en los años 1100-1125, cuyas iniciales historiadas mezclan las últimas influencias otonianas en sus figuras y decoraciones de trenzas copiadas directamente de manuscritos romanos de esta época. Este estilo florece en el llamado Evangelio de Santa Ehrentrude (Biblioteca Estatal de Baviera, Clm.15903), el Evangelio de Passau (BEB, Clm 160002) y en el Antifonario de San Pedro de Salzburgo (Biblioteca Nacional de Austria). Biblioteca, cód. Serie nova 2700), ambos fechados en torno a 1140.

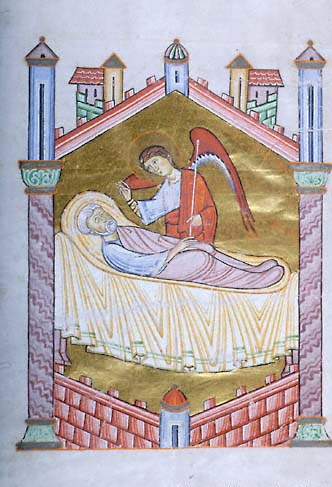
Evangelio de San Pedro de Salzburgo, Biblioteca Morgan: El sueño de José el Carpintero
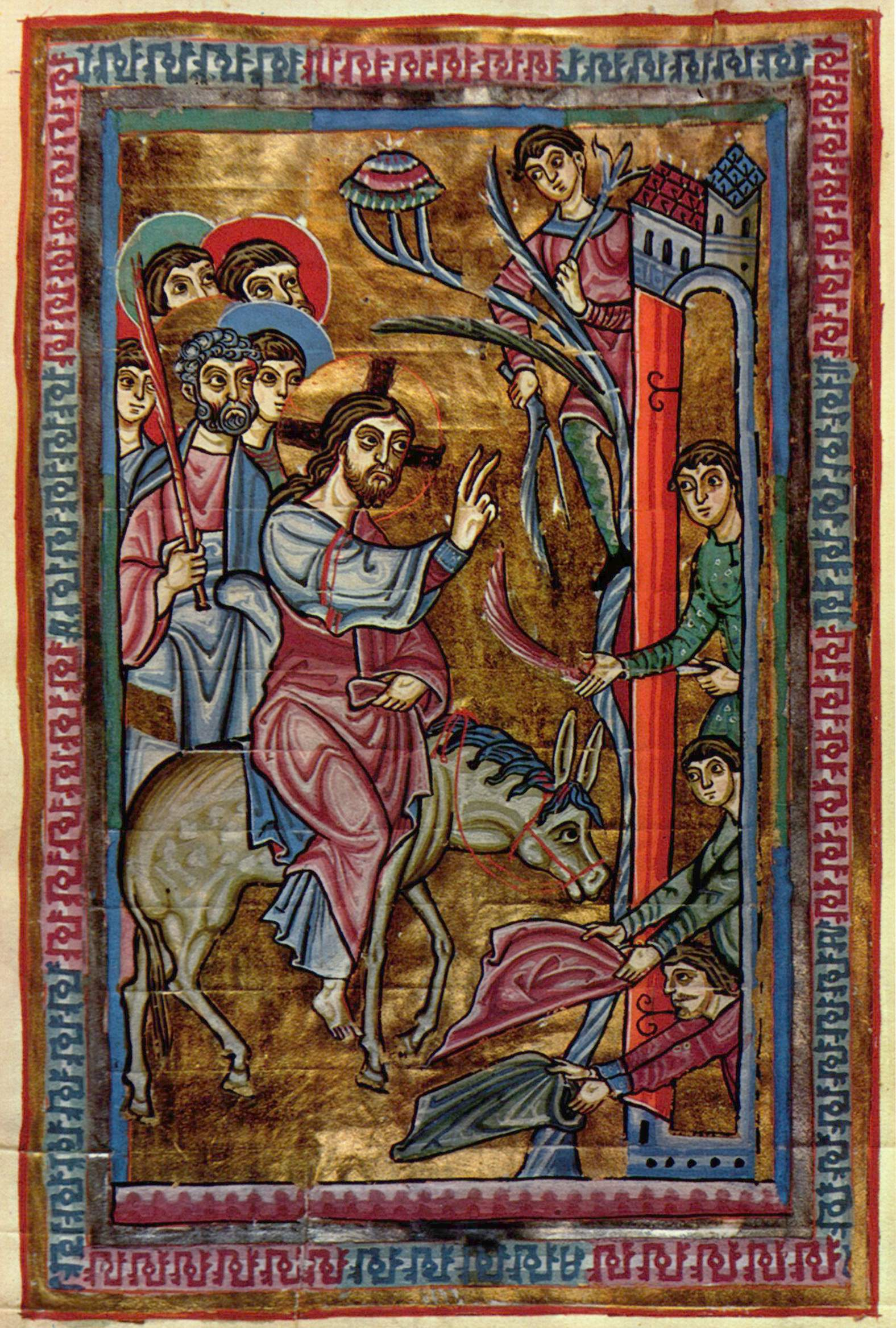
Evangelio de Santa Ehrentrudis: La entrada de Cristo en Jerusalén
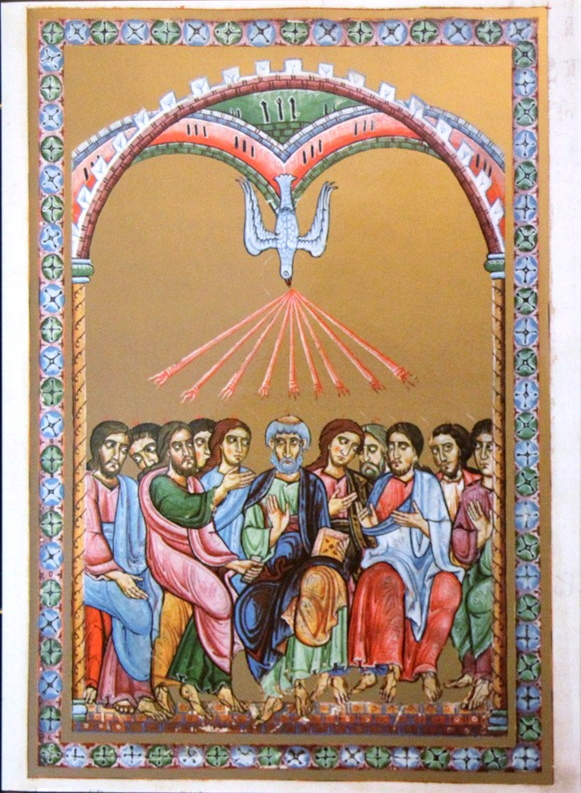
El Antifonario de San Pedro de Salzburgo: Pentecostés

#### Renania
En esta región, la asimilación del nuevo estilo toma más tiempo, con algunos manuscritos raros que presentan etapas en esta dirección. Es el caso de la Biblia de San Castor de Coblenza, un manuscrito que data de los años 1067-1077 y en el que la miniatura de un Dios creador del mundo ha sido reinterpretado desde principios del siglo XII en un estilo bizantino probablemente en Colonia (Biblioteca del Palacio de Weissenstein, Pommersfelden, Cod.333/334). La región experimentó al mismo tiempo un movimiento de reforma monástica, que también influyó en la iluminación. Este es el caso del entusiasta de Stuttgart (Stuttgart, Württembergische Landesbibliothek, Cod. Biblia. fol.56-58), procedente de la abadía de Hirsau o de su hija, la abadía de Zwiefalten, realizada en un ambiente cluniacense y decorada con austeridad, sencillez a pluma. En pleno florecimiento después de 1130, la iluminación románica en Colonia siguió dos tendencias: el primer grupo reúne manuscritos en formas bizantinas simplificadas, como el leccionario del arzobispo Federico (Biblioteca de la Catedral de Colonia, Ms.59) o el Evangelio de San Pantaleón de Colonia (Archivos históricos de la ciudad, W312a). El segundo grupo geometriza la influencia bizantina : este es el caso del manuscrito del Beda de Leipzig (Biblioteca de la Universidad de Leipzig) procedente de la Abadía de San Martín de Colonia y un leccionario de Siegburg ( Biblioteca Británica, Harley 2889), cuyo dibujo está simplemente dibujado a bolígrafo sobre un papel verde y fondo azul. Otro manuscrito de origen renano merece ser destacado, se trata de un evangeliario que mezcla la influencia de los colores del Maestro del Registrum Gregorii y el estilo de la iluminación bizantina (París, BNF, Lat.17325).

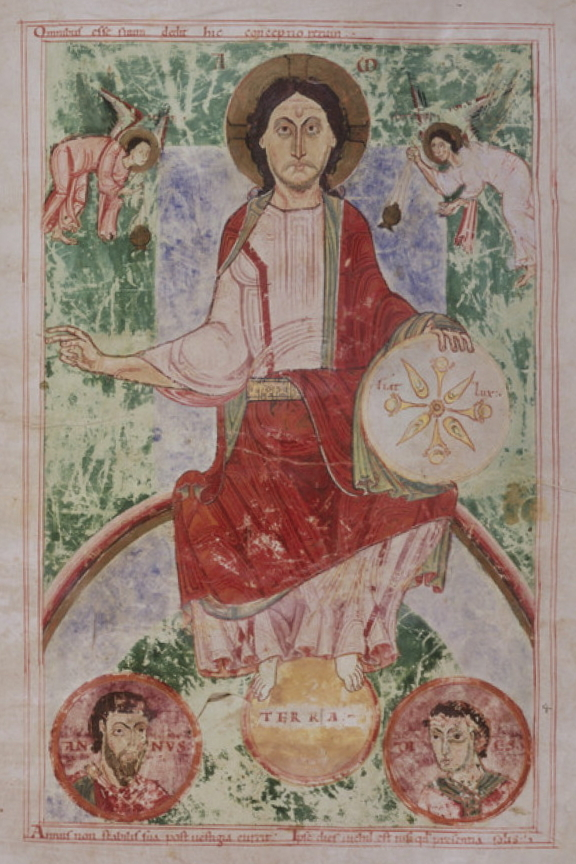
Bible de Saint-Castor de Coblence, Dieu créateur
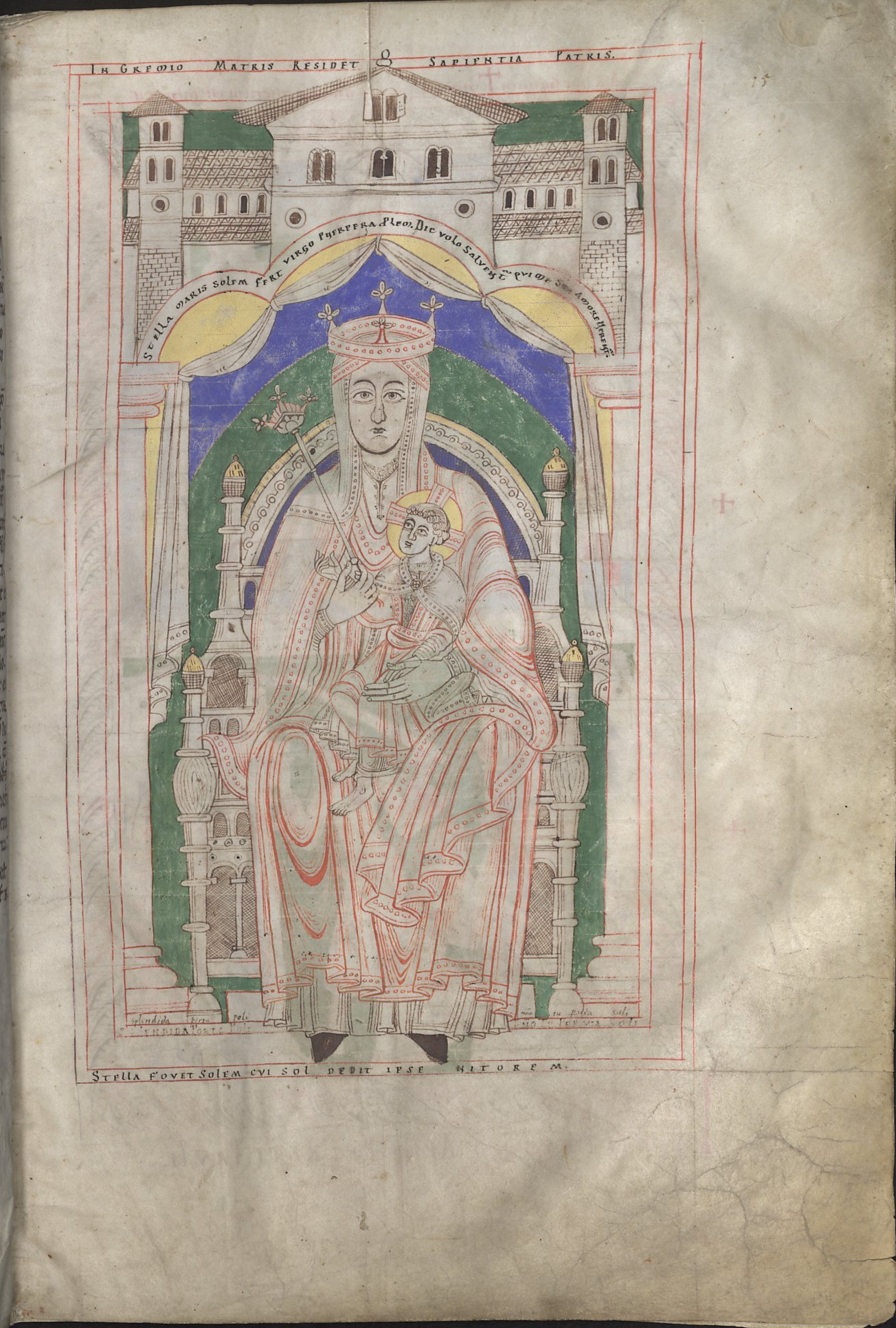
Passionnaire de Stuttgart, la Vierge à l'Enfant
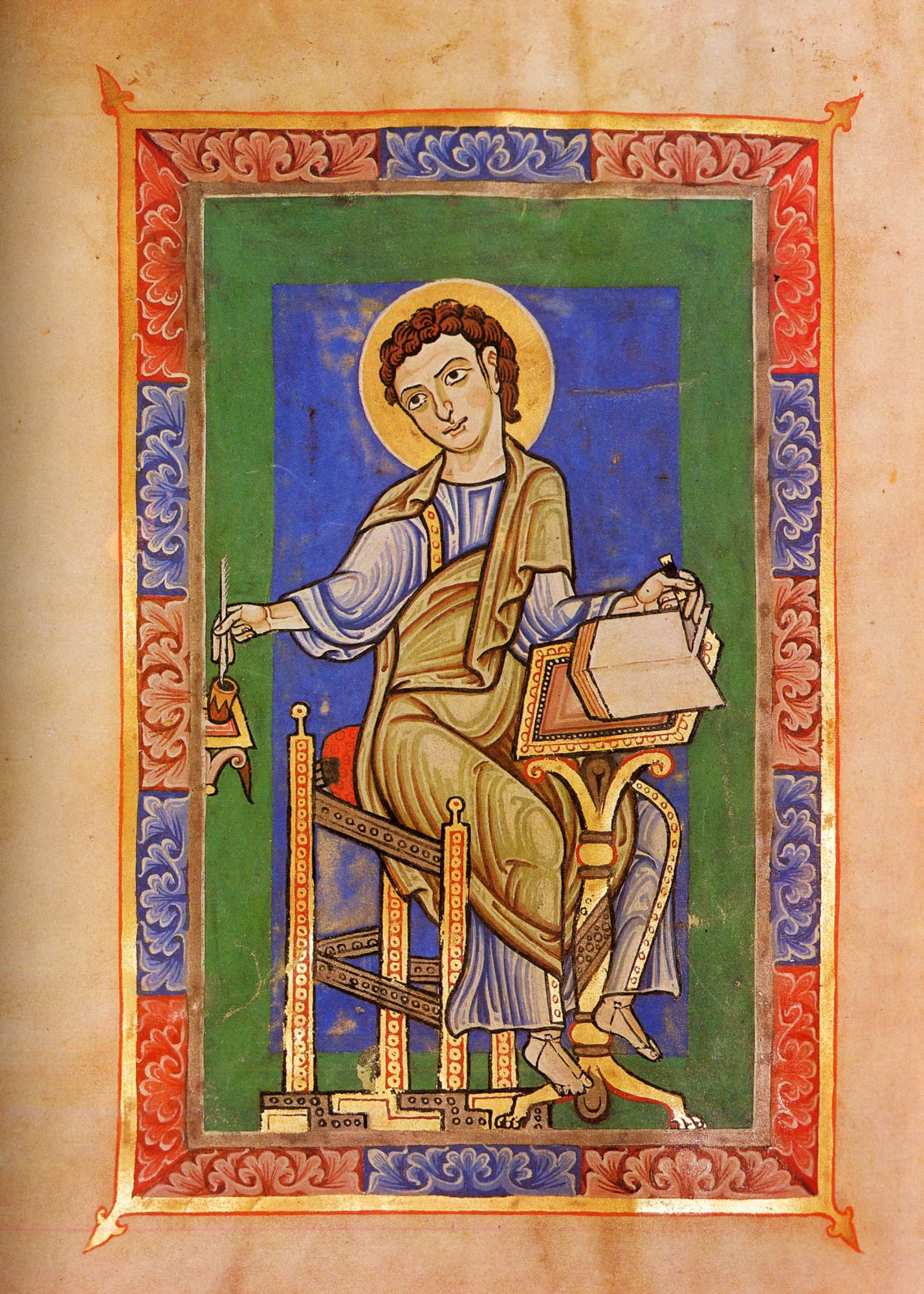
Évangéliaire de Saint-Pantaléon de Cologne, un évangéliste

#### Región de Mosan
El principado de Lieja, gobernado por el príncipe-obispo de la ciudad durante el período, es el centro de un desarrollo de un arte original llamado arte Mosan durante el período románico. En el campo de la iluminación, la representación de los personajes recuerda las obras maestras de la orfebrería de la época en la región, mezclando una vez más la influencia otoniana y bizantina. Las obras litúrgicas y religiosas utilizan también una riquísima iconografía de alto nivel teológico, basada en los pensadores de la época como Rupert de Deutz por ejemplo. El ejemplo más antiguo de este arte es la Biblia Stavelot, fechada en 1097. Sin embargo, este arte alcanzó su apogeo en los años 1150-1175, desfasado de las artes del metal o la orfebrería, por ejemplo. Es el caso del leccionario de Saint-Trond, conservado en la Biblioteca Pierpont Morgan. La Biblia Floreffe, fechada en 1155, es el ejemplo más completo de ello, y cuya iconografía se recoge en el Libro del Evangelio de Averbode (Biblioteca de la Universidad de Lieja, Ms.263c), extraído de una abadía de Prémontré dependiente de la de Floreffe. Otra Biblia, de la Abadía de Arnstein cerca de Coblenza (Biblioteca Británica, Harley 2799), también premonstratense, también está inspirada en la Biblia Floreffe.

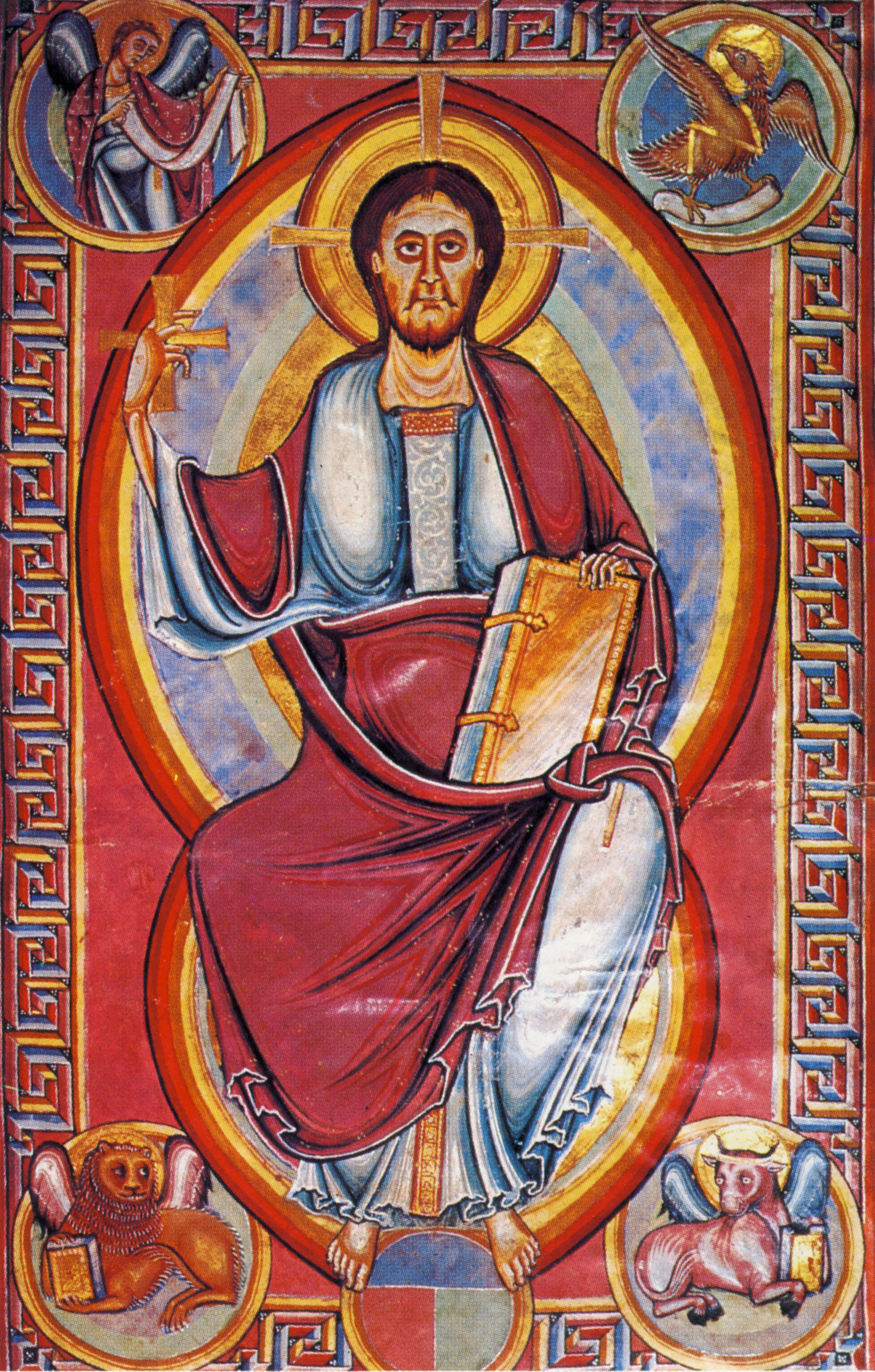
Bible de Stavelot, Christ en gloire
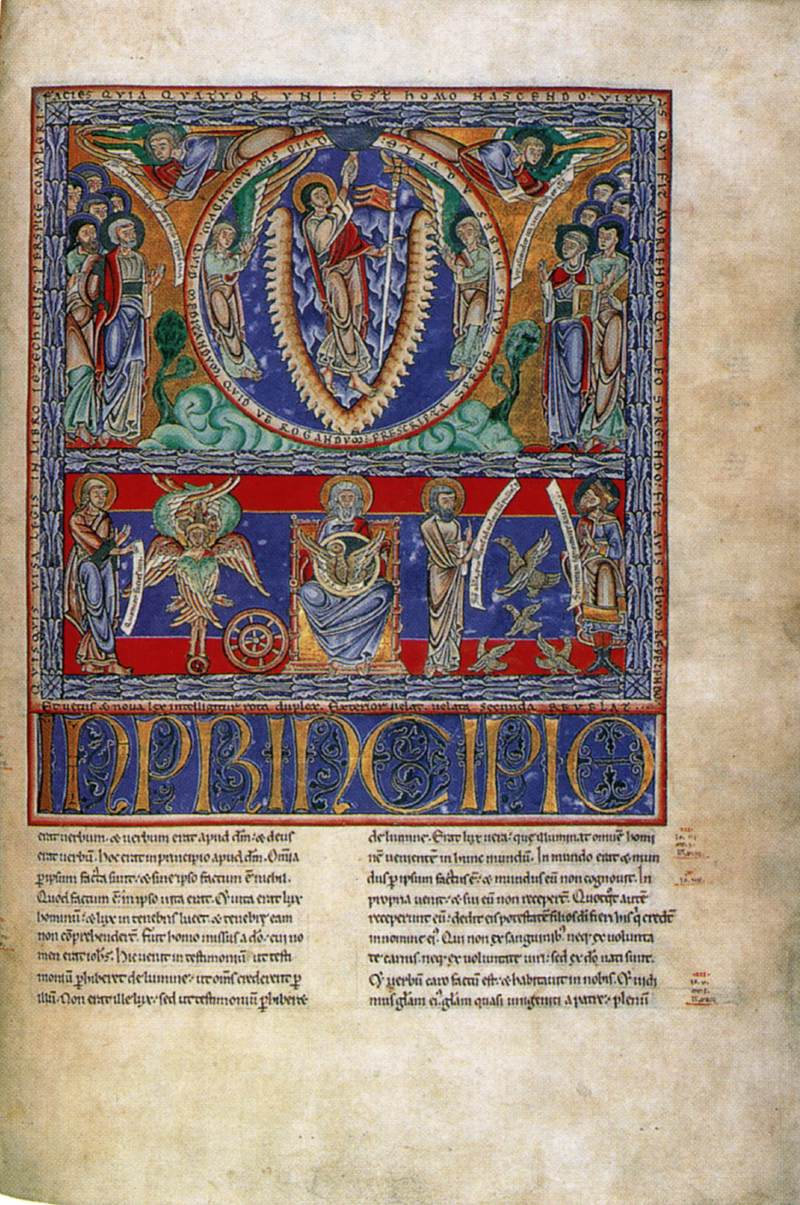
Bible de Floreffe, Résurrection
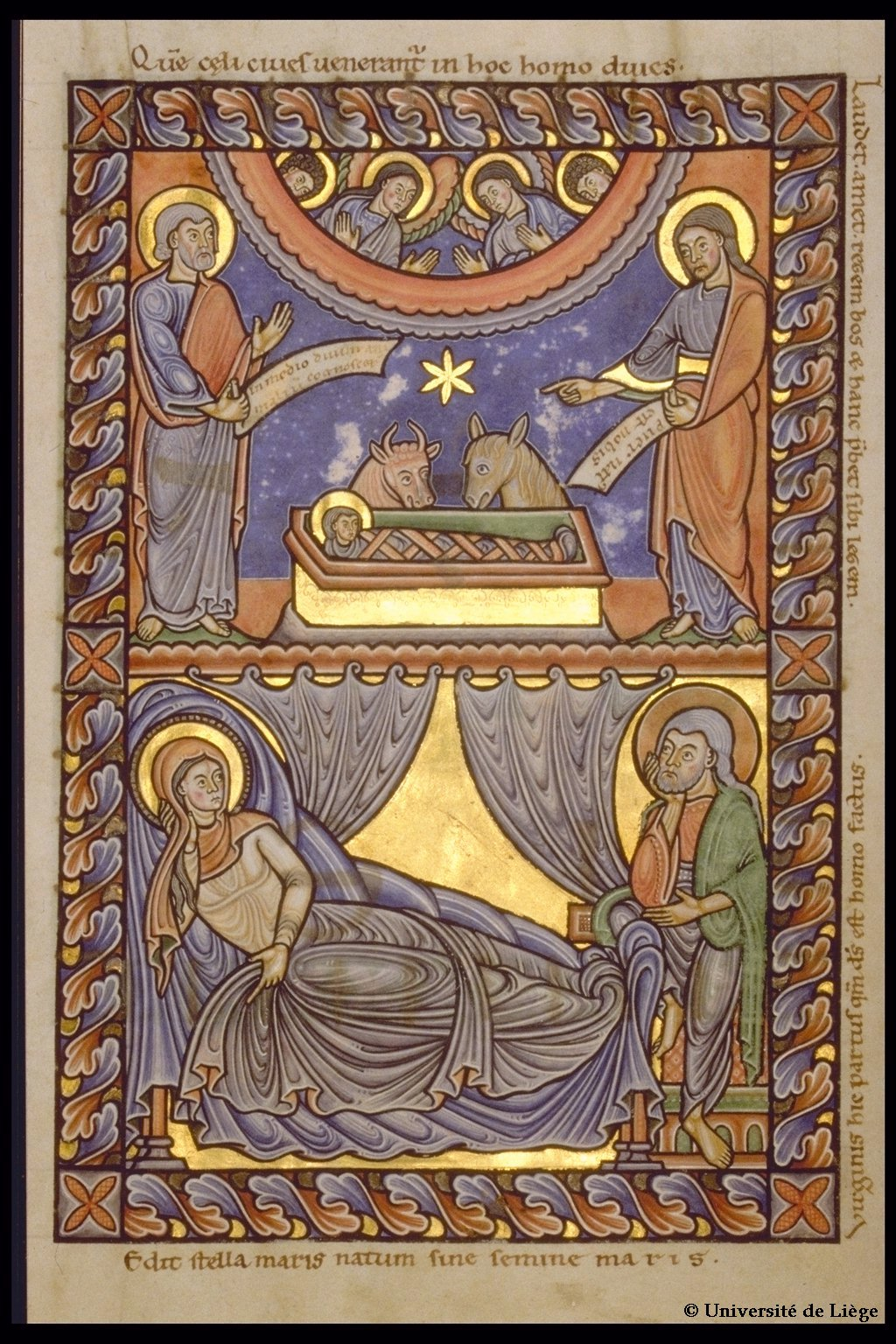
Évangéliaire d'Averbode, La Nativité

#### Sajonia
Durante mucho tiempo, el norte de Alemania permaneció al margen del movimiento de reforma monástica y por tanto de la impregnación del nuevo arte románico. Hay que esperar hasta la segunda mitad del siglo XII para ver este arte se extendió en esta región del valle del Mosa, en particular, probablemente bajo el impulso de figuras como Wibald de Stavelot, nombrado abad de Corvey en 1147. Alrededor de 1160, el Misal Stammheim (Museo J. Paul Getty, Ms.64) se hizo dentro de la Abadía de Hildesheim: al igual que en los manuscritos mosanos, presenta escenas tipológicas, representando personajes bíblicos en compartimentos que enmarcan una escena evangélica en el centro, con fondos de distintos colores. Otro manuscrito compuesto en la abadía de Helmarshausen toma este esquema: este es el Evangelio de Enrique el León, alrededor de 1175 (Herzog August Bibliothek), uno de los raros ejemplos de patrocinio principesco sajón en este momento. En un período algo posterior, un libro del Evangelio producido dentro de esta misma abadía (Biblioteca de la Catedral de Trier, Ms.142), presenta personajes bizantinos aún más asertivos.

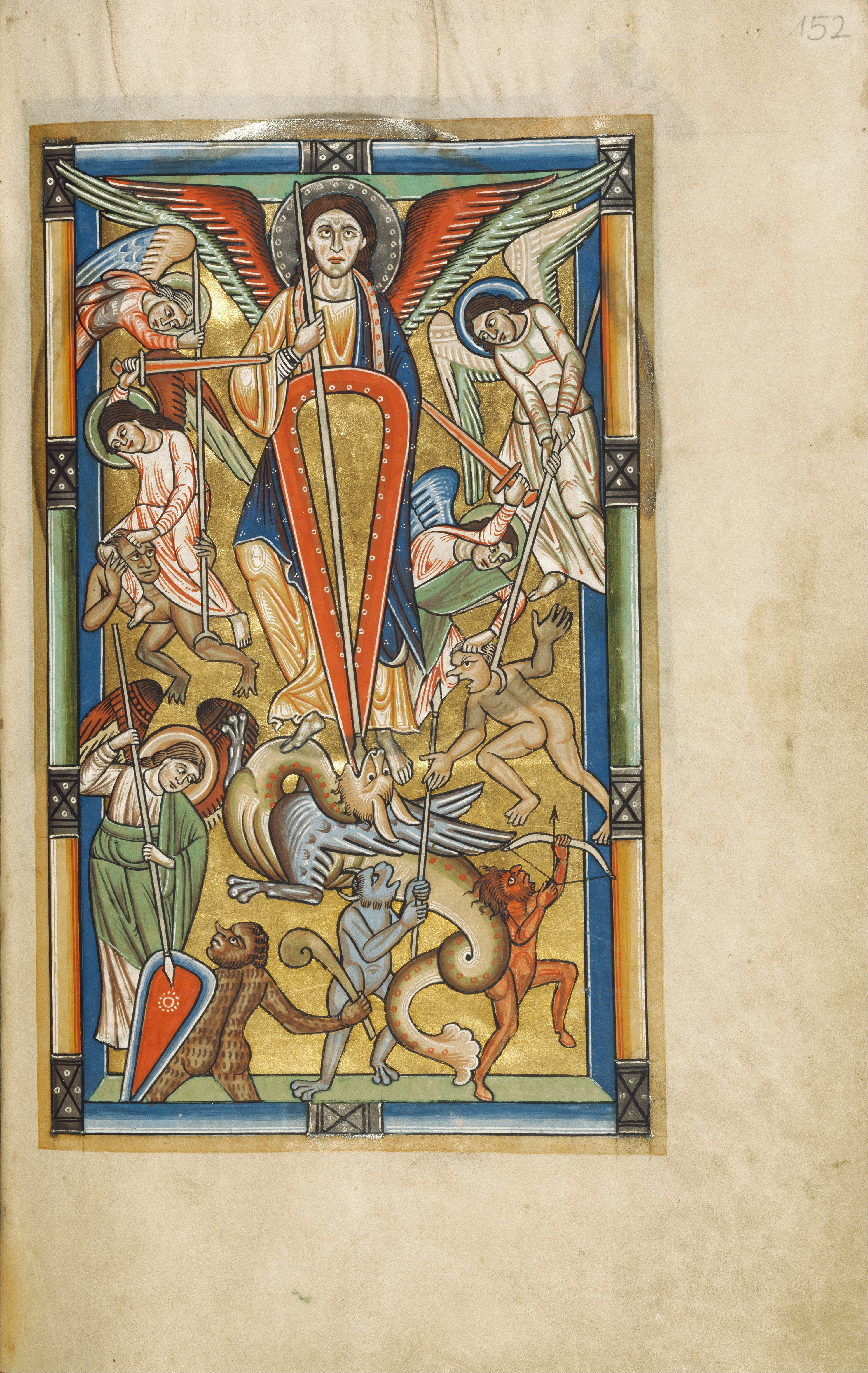
Missel de Stammheim : Saint Michel combattant le dragon
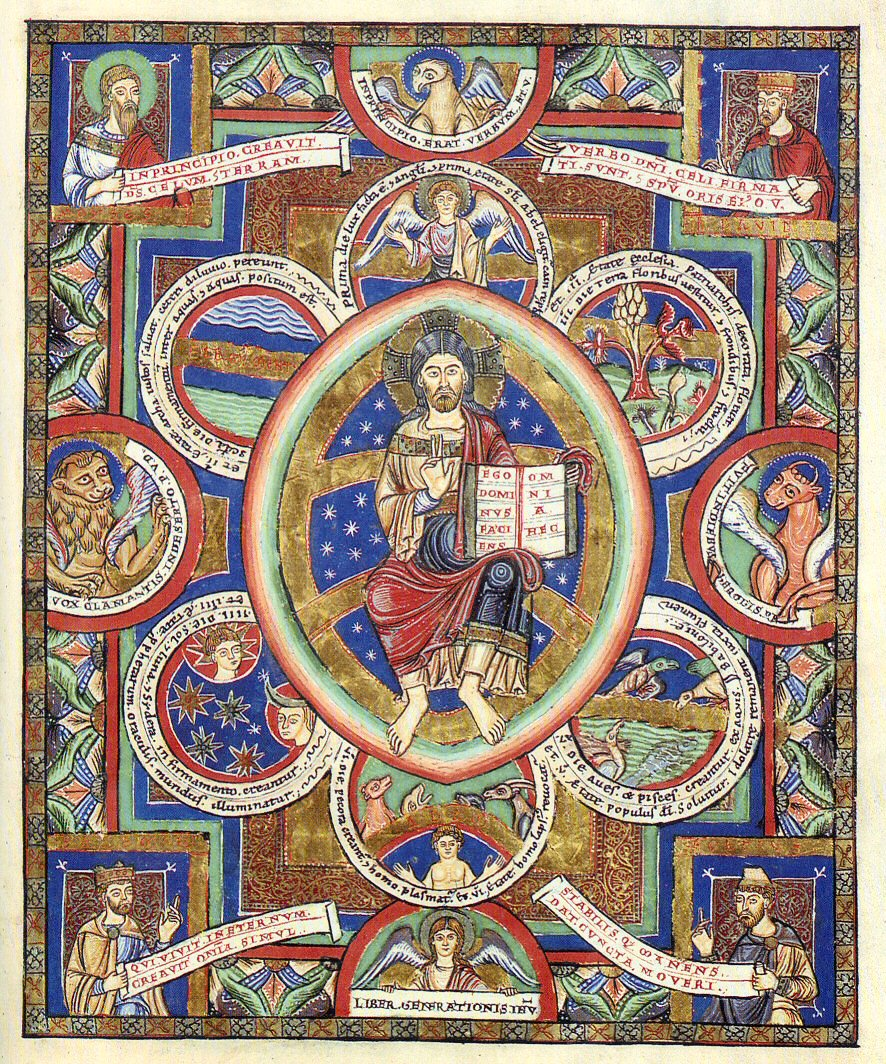
Évangéliaire d'Henri le Lion, Christ en gloire

#### Arte románico tardío en el Sacro Imperio Romano Germánico
La segunda fase de la influencia bizantina se hizo sentir en el Imperio recién a fines del siglo XII. La versión más pura y antigua es el Hortus deliciarum (circa 1175-1185) de la abadía de Mont-Saint-Odile en Alsacia y anteriormente guardado en Estrasburgo. Desde el siglo XIII, surgieron dos tendencias en la iluminación alemana. Una tendencia conservadora recicla la tradición románica, como los manuscritos procedentes de la abadía de Aldersbach en Baviera, o los de la abadía de Weingarten en Suabia, y en particular el Sacramentario de Berthold hacia 1220 (Morgan Library, Ms.710) y finalmente el Evangelio de la Catedral de Brandeburgo (Archivos de la Catedral), de Magdeburgo, norte de Alemania. Otra tendencia, específica de la región del Rin, está más abierta a la influencia gótica proveniente de Francia o Inglaterra, con drapeados de figuras en particular más flexibles como los que se encuentran en las miniaturas francesas de este período. Se siente en manuscritos como un libro del Evangelio de la Catedral de Speyer (Karlsruhe, Badische Landesbibliothek, Cod. Bruchs.1) o un Speculum virginum de finales del siglo XII de Trier (Biblioteca Capitular de Trier). Esta influencia se puede ver incluso en algunas miniaturas del manuscrito bávaro original del Carmina Burana (Biblioteca Estatal de Baviera, Clm4660).

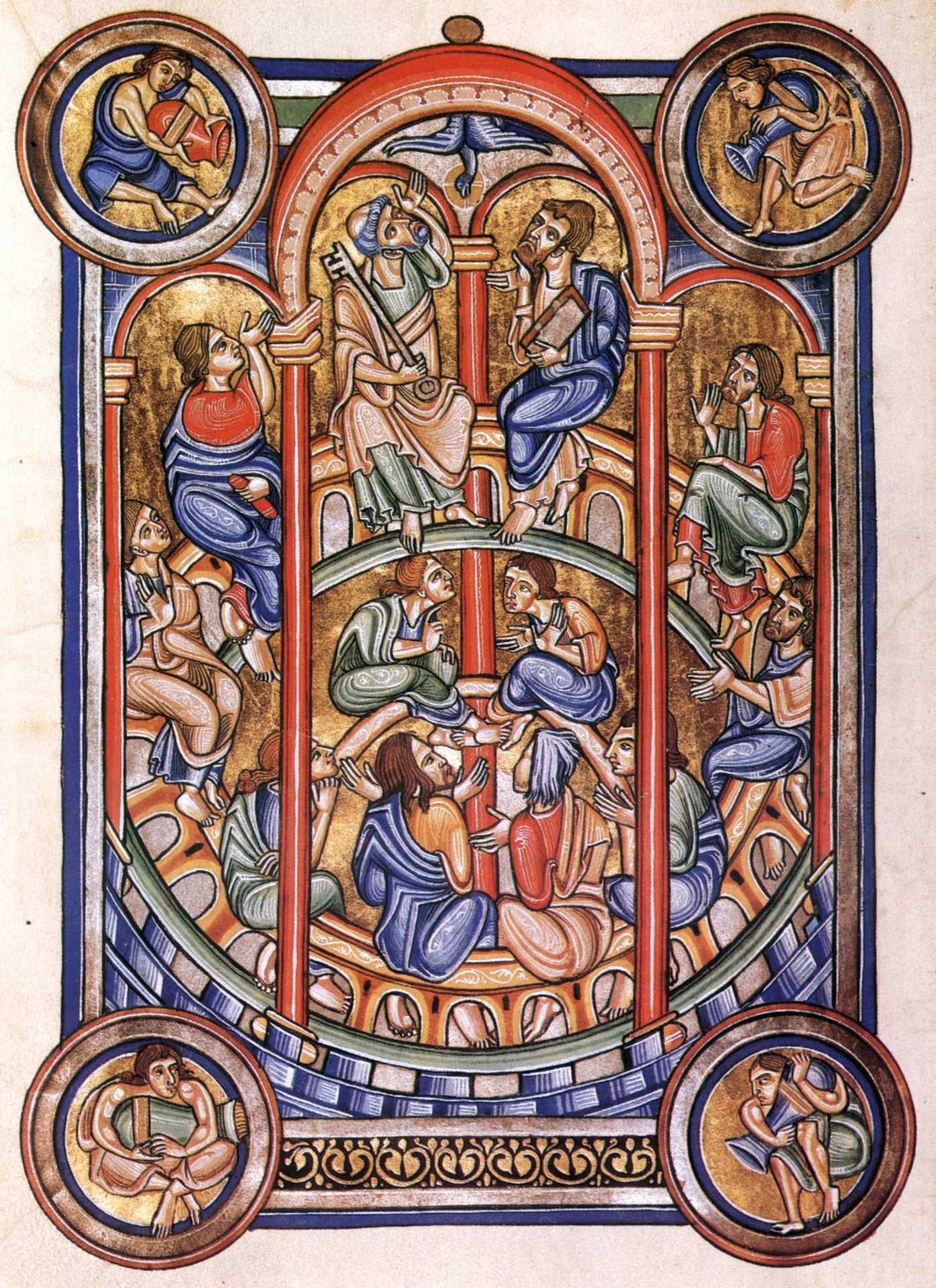
Sacramentaire de Berthold, La Pentecôte
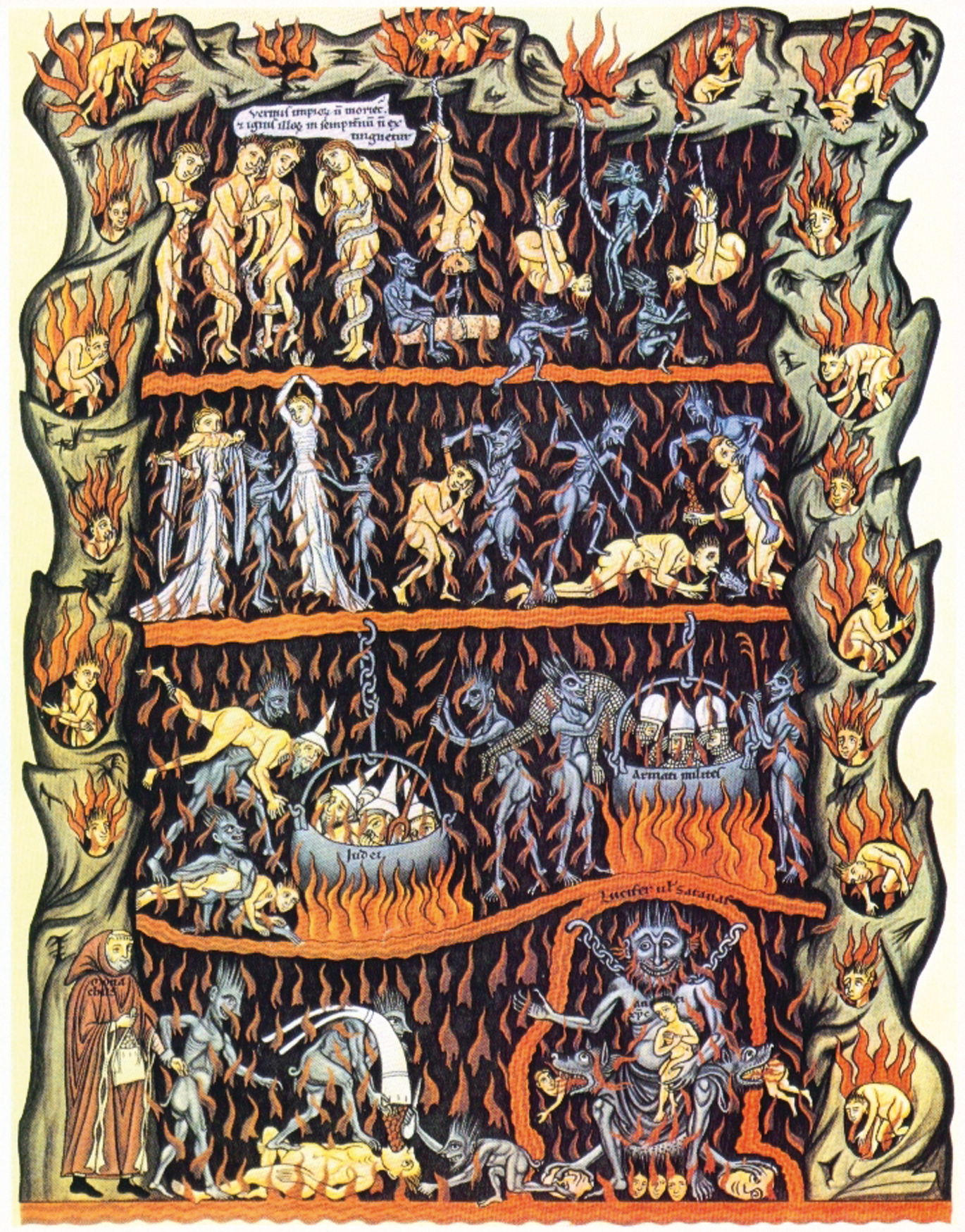
Hortus deliciarum, l'Enfer
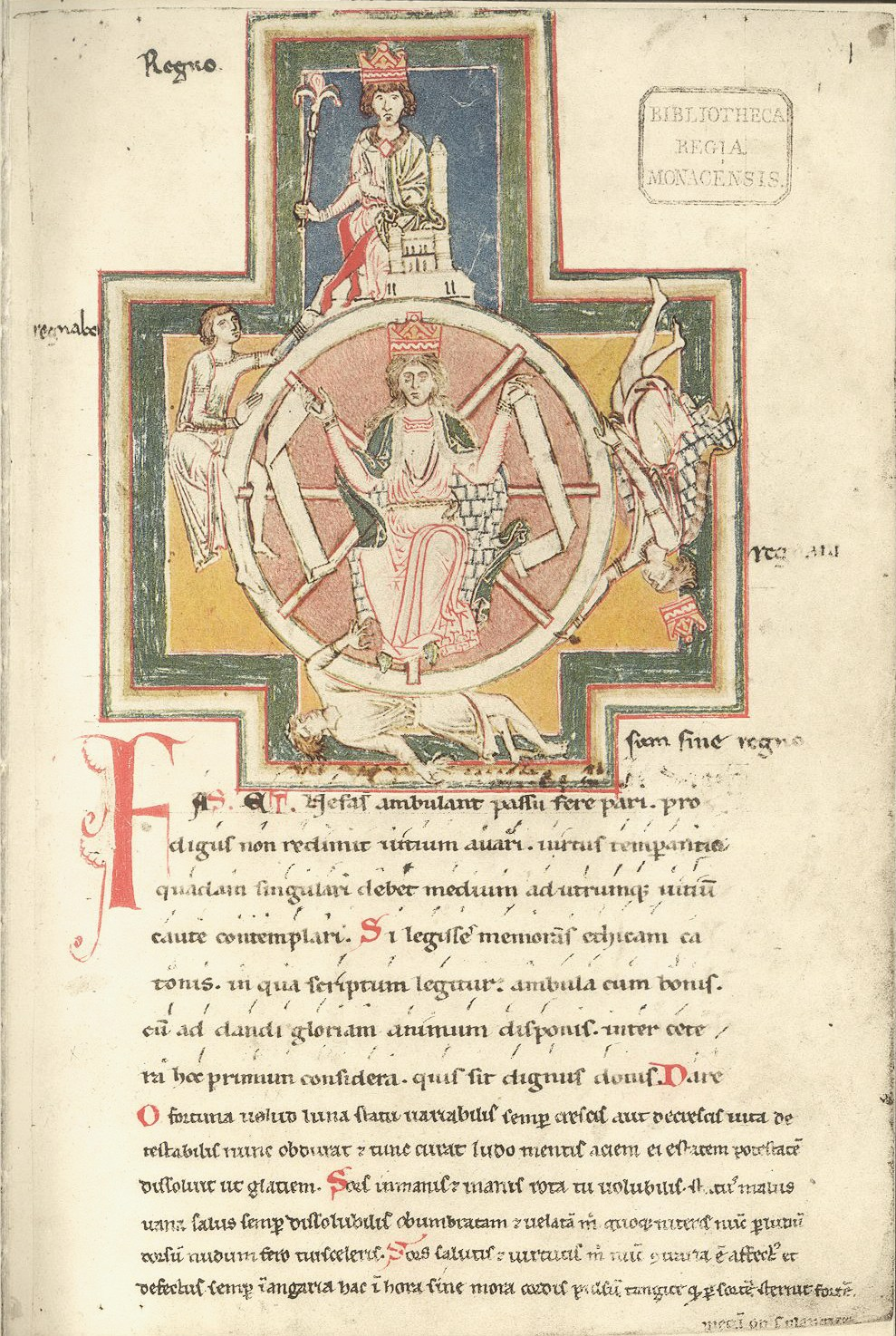
Carmina Burana, La roue de la fortune

### España

#### Cataluña, Aragón y Navarra
Desde mediados del siglo XI, el arte románico se difundió en los scriptoria catalanes. Tres biblias monumentales se ejecutan en este estilo a partir de este momento: la Biblia de Ripoll (Biblioteca Apostólica Vaticana, cod. lat. 5729), realizada en el monasterio de Ripoll, la Biblia de Roda (BNF, Lat.6), posiblemente procedente de la misma abadía y la Biblia de Fluvià de la que sólo quedan algunos fragmentos. Todos están decorados con pequeñas figuras integradas en decoraciones arquitectónicas. La iluminación de este scriptorium encuentra su culmen en el Beato de Turín (Biblioteca Nacional de Turín, J.II.1), totalmente diferente a los antiguos Beatos de siglos anteriores. A partir de la década de 1120 se desarrolla el estilo, procedente de Normandía o Inglaterra, de iniciales con follaje habitados, es decir, decoraciones vegetales con personajes incrustados. Los mejores ejemplos se encuentran en la Biblia de Lérida (Museo Diocesano, Ms.1), que también toma prestado el estilo del pliegue húmedo inglés. Una de las últimas grandes obras románicas de la región es el Liber feudorum maior (Archivos de la Corona de Aragón, Can. Reg.1), todavía influida por el arte hispanoárabe.
De finales del siglo XI, las iniciales están claramente inspiradas en nuevos modelos de Aquitania o Limosín, como en la Biblia de San Juan de la Peña (Biblioteca Nacional de España).

En el entorno del reino de Navarra nos encontramos a finales del siglo XII las dos Biblias de Pamplona, auténticos libros de imágenes que, en el contexto de la época, suponen una innovación por el fuerte peso de la imagen frente al texto.

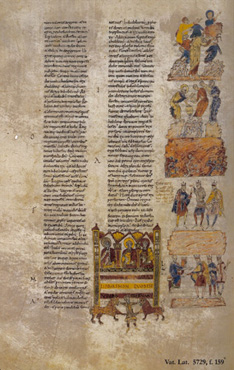
Biblia de Ripoll
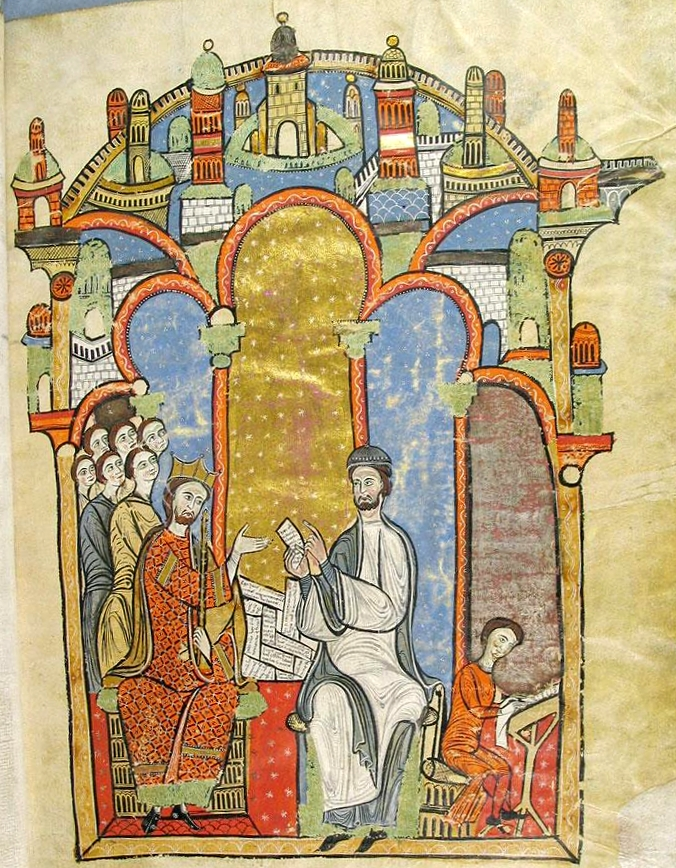
Liber feudorum maior, Ramón de Caldes leyendo documentos al rey Alfonso II de Aragón el Casto
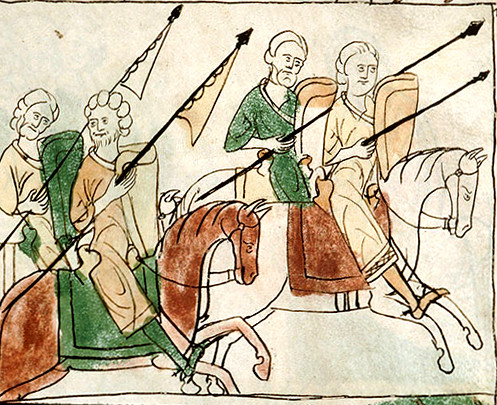
Caballería en la Biblia de Pamplona

#### Castilla, León y Portugal
A mediados del siglo XI, algunos manuscritos muestran algunos indicios de influencia románica, como el Libro de Horas de Fernando y Sancha (hacia 1055) o el Beato de Osma (hacia 1086, Biblioteca de la Catedral de El Burgo de Osma), aunque aún permanecen profundamente arraigada la iconografía mozárabe. Las miniaturas, en cambio, evolucionan más lentamente a través de un estilo mixto entre el arte románico (con formas estructuradas) y el mozárabe (con abstracción geométrica), como puede verse en el Libro de los testamentos de los reyes de León (Biblioteca Catedral de Oviedo), hacia 1126-1129. 
Tenemos que esperar hasta mediados del siglo XII  para que el arte románico se adopte plenamente en la decoración de los libros: se revela en un grupo de tres biblias, la más antigua de las cuales es la Biblia de Ávila que, de hecho, se produjo primero en Roma a principios de siglo y luego se completó en Castilla (BNE, Vit.15-1). La siguiente es la Biblia de San Isidoro de León (Colegiata de San Isidoro de León, Cod.3), hacia 1162, cuya iconografía se inspira en la Biblia de León de 960, copiada en el mismo scriptorium dos siglos antes. Finalmente, la Biblia de Burgos (Biblioteca Provincial de Burgos, Ms. 846) está fechada entre 1175 y 1200, parte de la cual utiliza el damp fold style, que también se encuentra en los personajes del Beato de San Pedro de Cardeña (Museo Arqueológico Nacional de Madrid). 

Otro manuscrito muestra la influencia de la iluminación del norte, se trata del Codex Calixtinus de Santiago de Compostela, que, quizás por la vía del mismo nombre, recibe influencias normandas e inglesas. A principios del XIII, se mantiene el estilo románico como en el cartulario A de Santiago de Compostela no apareciendo el estilo gótico hasta mucho más tarde en este siglo.

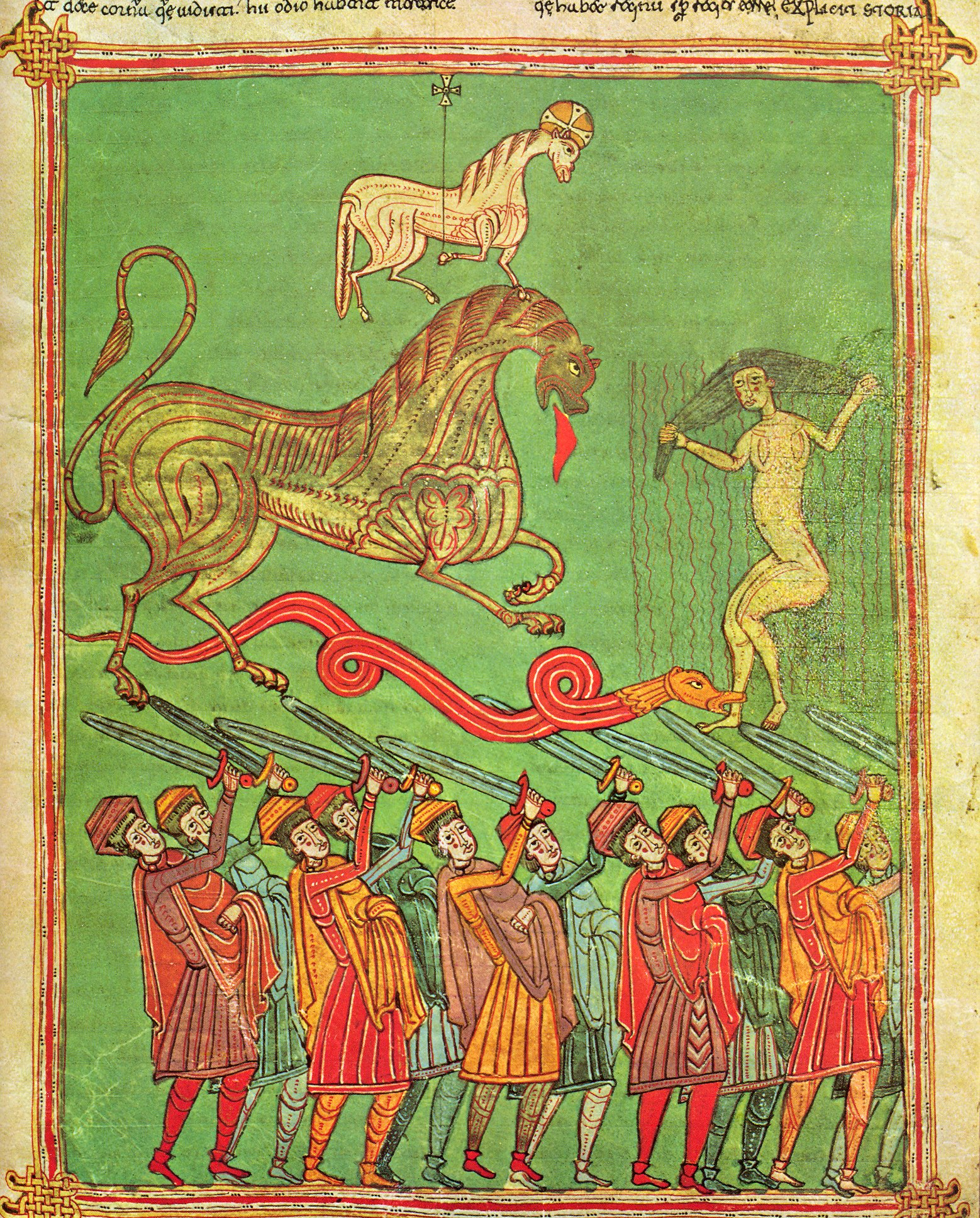
Beato d'Osma, La victoire de l'Agneau
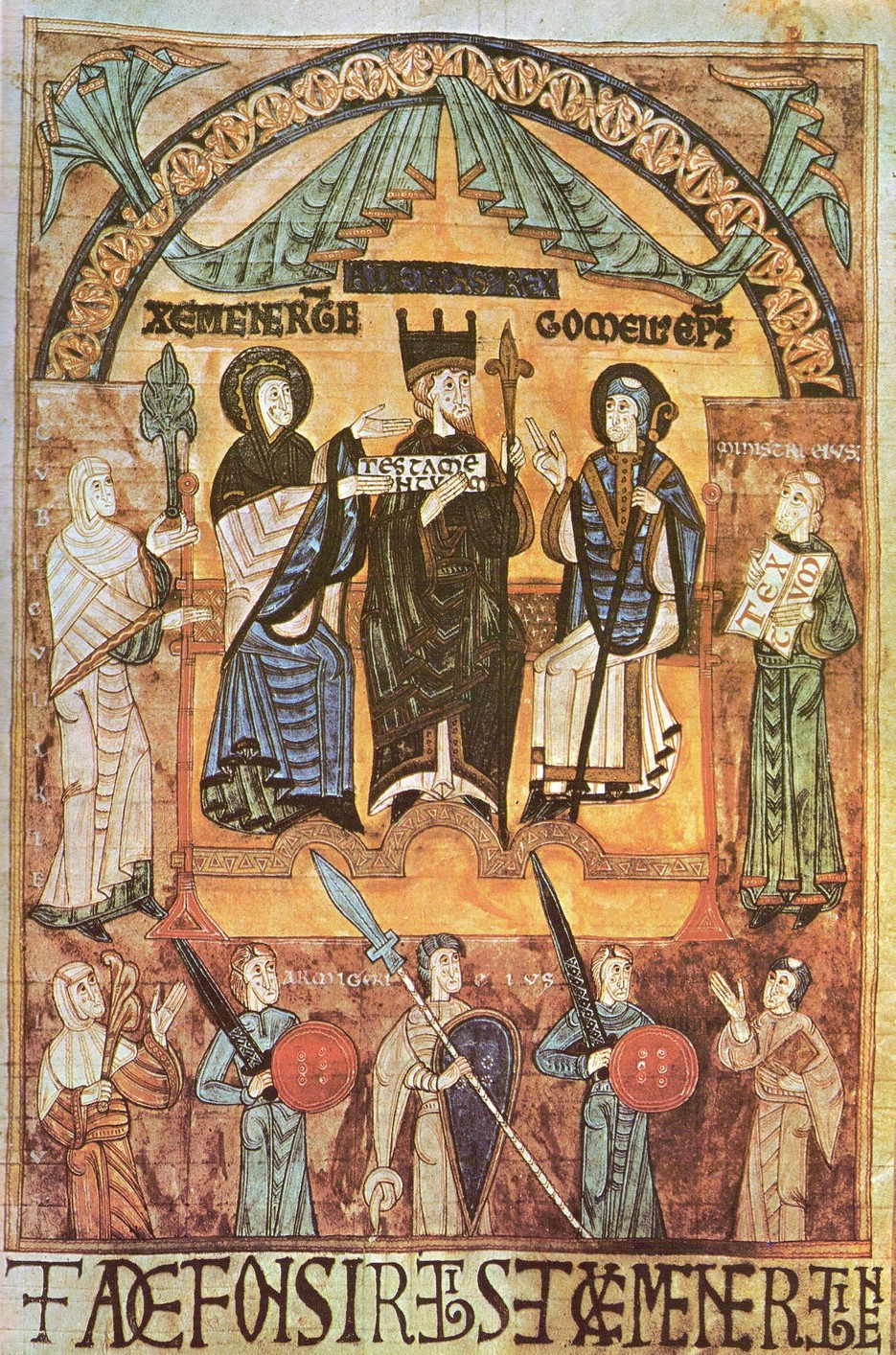
Livre des testaments des rois de León
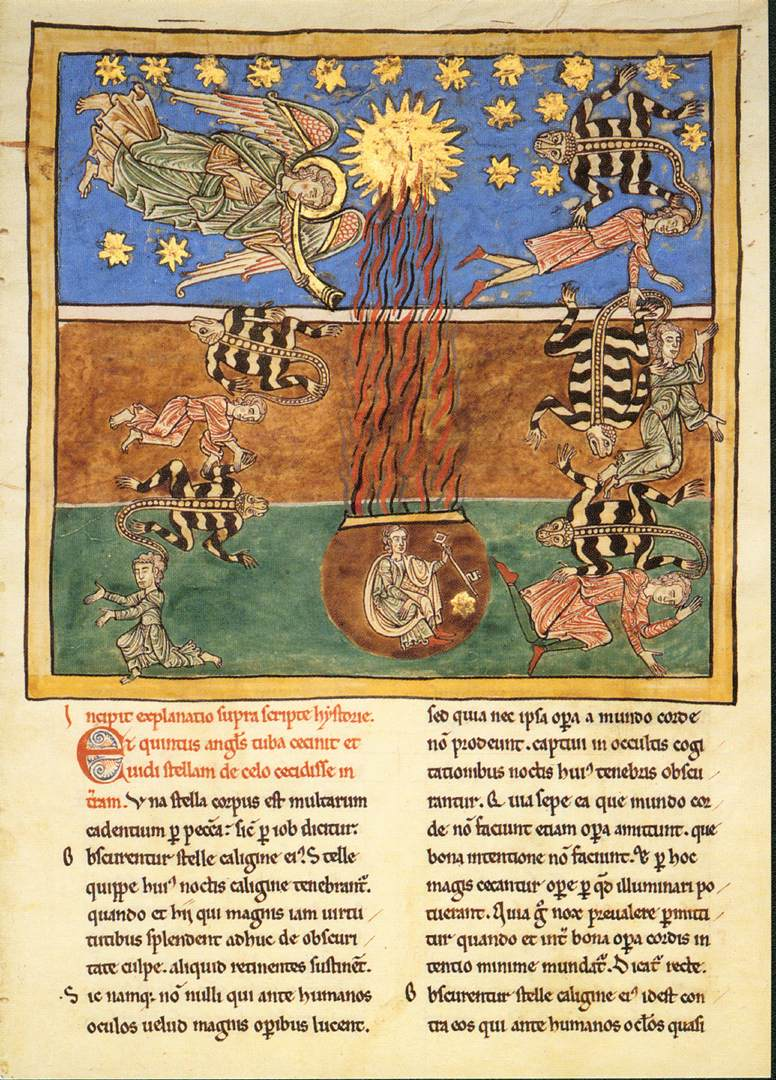
Beatus de San Pedro de Cardeña, Les Locustes arrivant sur terre
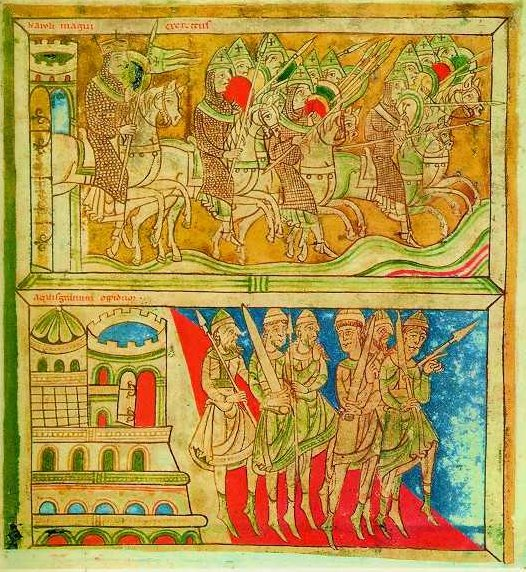
Codex Calixtinus